# 2017 год в кино
В данной статье представлены списки топ-10 самых кассовых фильмов года, самих фильмов, вышедших в течение года и наград, полученных фильмами за 2017 год.

## Самые кассовые фильмы
| Место | Название                         | Студия               | Мировые кассовые сборы |
| ----- | -------------------------------- | -------------------- | ---------------------- |
| 1     | Звёздные войны: Последние джедаи | Lucasfilm            | $1 332 539 889         |
| 2     | Красавица и чудовище             | Walt Disney Pictures | $1 263 521 126         |
| 3     | Форсаж 8                         | Universal Studios    | $1 236 005 118         |
| 4     | Гадкий я 3                       | Universal Studios    | $1 034 799 409         |
| 5     | Джуманджи: Зов джунглей          | Columbia Pictures    | $962 126 927           |
| 6     | Человек-паук: Возвращение домой  | Columbia Pictures    | $880 166 924           |
| 7     | Война волков 2                   | United Entertainment | $870 325 439           |
| 8     | Стражи Галактики. Часть 2        | Marvel Studios       | $863 756 051           |
| 9     | Тор: Рагнарёк                    | Marvel Studios       | $853 977 126           |
| 10    | Чудо-женщина                     | Warner Bros.         | $821 847 012           |

## Самые кассовые фильмы в российском прокате
| Место | Название                                                | Студия               | Кассовые сборы (руб.) |
| ----- | ------------------------------------------------------- | -------------------- | --------------------- |
| 1     | Движение вверх                                          | Централ партнершип   | 3 043 381 379         |
| 2     | Пираты Карибского моря: Мертвецы не рассказывают сказки | WDSSPR               | 2 324 808 058         |
| 3     | Последний богатырь                                      | WDSSPR               | 1 732 482 480         |
| 4     | Форсаж 8                                                | UPI                  | 1 645 926 532         |
| 5     | Стражи Галактики. Часть 2                               | WDSSPR               | 1 609 659 976         |
| 6     | Гадкий я 3                                              | UPI                  | 1 547 888 803         |
| 7     | Босс-молокосос                                          | 20th Century Fox СНГ | 1 525 934 637         |
| 8     | Джуманджи: Зов джунглей                                 | WDSSPR               | 1 449 335 957         |
| 9     | Тор: Рагнарёк                                           | WDSSPR               | 1 396 434 935         |
| 10    | Притяжение                                              | WDSSPR               | 1 073 307 179         |

## Фильмы, готовые к прокату в 2017 году

### Январь—март
| Премьера      | Премьера | Название                                    | Студия | Режиссёр                             | В ролях | Жанр                                                 | Примечания |
| ------------- | -------- | ------------------------------------------- | --- | ------------------------------------ | --- | ---------------------------------------------------- | ---------- |
| Я Н В А Р Ь   | 1        | Три богатыря и морской царь                 | СТВ, Мельница | Константин Феоктистов                | Сергей Маковецкий, Дмитрий Высоцкий, Олег Куликович, Анатолий Петров | мультфильм, комедия, приключения, фэнтези            |            |
| Я Н В А Р Ь   | 1        | Рождество, опять                            | Cineticle Films | Чарльз Покел                         | Кентакер Одли, Ханна Гросс | драма, мелодрама                                     |            |
| Я Н В А Р Ь   | 1        | Зимняя сказка, или Королева, потерявшая имя | ПилотКино | Катерина Кароне                      | Кристиан Де Сика, Лучиа Машино | фантастика, фэнтези, комедия                         |            |
| Я Н В А Р Ь   | 5        | Монстр-траки                                | Paramount Pictures | Крис Уэдж                            | Лукас Тилл, Джейн Леви | фантастика                                           |            |
| Я Н В А Р Ь   | 5        | Кредо убийцы                                | 20th Century Fox | Джастин Курзель                      | Майкл Фассбендер | фантастика, боевик                                   |            |
| Я Н В А Р Ь   | 5        | Без тормозов                                | Вольга | Николас Бенаму                       | Хосе Гарсия, Андре Дюссолье | комедия                                              |            |
| Я Н В А Р Ь   | 5        | Ложные признания                            | Cinema Prestige | Люк Бонди                            | Изабель Юппер, Луи Гаррель | драма, комедия                                       |            |
| Я Н В А Р Ь   | 7        | МУЛЬТ в кино. Выпуск № 44. Лучшие каникулы! | Мульт в кино | Екатерина Шабанова, Евгений Головин  | | мультфильм, детский                                  |            |
| Я Н В А Р Ь   | 12       | Закон ночи                                  | Каро-Премьер | Бен Аффлек                           | Бен Аффлек, Крис Мессина | драма, криминал                                      |            |
| Я Н В А Р Ь   | 12       | Ла-Ла Ленд                                  | Централ партнершип | Дэмьен Шазелл                        | Райан Гослинг, Эмма Стоун | мюзикл, драма, мелодрама                             |            |
| Я Н В А Р Ь   | 12       | 2+1                                         | MEGOGO Distribution | Юго Желен                            | Омар Си, Клеманс Поэзи | комедия, семейный                                    |            |
| Я Н В А Р Ь   | 12       | Почему он?                                  | 20th Century Fox | Джон Гамбург                         | Зои Дойч, Джеймс Франко | комедия                                              |            |
| Я Н В А Р Ь   | 12       | По млечному пути                            | Парадиз | Эмир Кустурица                       | Моника Беллуччи, Эмир Кустурица | драма                                                |            |
| Я Н В А Р Ь   | 12       | Преисподняя                                 | Вольга | Мартин Кулховен                      | Дакота Фэннинг, Кит Харингтон | триллер, детектив, вестерн                           |            |
| Я Н В А Р Ь   | 12       | Не стучи дважды                             | Экспонента | Карадог В. Джеймс                    | Кэти Сакхофф, Люси Бойнтон | ужасы                                                |            |
| Я Н В А Р Ь   | 19       | Три икса: Мировое господство                | Columbia Pictures | Ди Джей Карузо                       | Руби Роуз, Нина Добрев, Вин Дизель | боевик                                               |            |
| Я Н В А Р Ь   | 19       | Рай                                         | DRIFE Productions | Андрей Кончаловский                  | Юлия Высоцкая, Виктор Сухоруков | драма, история                                       |            |
| Я Н В А Р Ь   | 19       | Иллюзия любви                               | Canal+ | Николь Гарсия                        | Марион Котийяр, Луи Гаррель | драма                                                |            |
| Я Н В А Р Ь   | 19       | Ловушка                                     | | Энди Годдард                         | Патрик Уилсон, Хейли Беннетт, Джессика Бил | триллер, драма                                       |            |
| Я Н В А Р Ь   | 19       | Джимми-покоритель Америки                   | | Джонатан Кесселман                   | Маз Джобрани, Джон Хёрд | комедия                                              |            |
| Я Н В А Р Ь   | 19       | Отважный рыцарь                             | | Энтони Пауэр                         | Георг Хольцер, Аксель Праль | мультфильм                                           |            |
| Я Н В А Р Ь   | 19       | Невеста                                     | Десять ноль девять, Focus Plus Cinema, Planeta Inform                                                                   | Святослав Подгаевский                | Виктория Агалкова, Вячеслав Чепуренко, Александра Ребёнок, Наталья Гирншпун, Анастасия Акатова, Игорь Хрипунов, Виктор Соловьёв, Мария Арнаут, Татьяна Филатова, Евгений Коряковский, Лада Чуковская, Дмитрий Марин, Дмитрий Куличков, Мирослава Карпович | фильм ужасов, триллер                                |            |
| Я Н В А Р Ь   | 20       | Призрак дома Бриар                          | Парадиз | Шелдон Уилсон                        | Джодель Ферланд, Санни Салджик, Паскаль Хаттон, Энтони Конечни, Джонатан Уайтселл, Джейк Крокер, Шанель Пелозо, Рукия Бернард | ужасы, триллер                                       |            |
| Я Н В А Р Ь   | 26       | Притяжение                                  | Art Pictures Studio | Фёдор Бондарчук                      | Олег Меньшиков, Александр Петров | фантастика                                           |            |
| Я Н В А Р Ь   | 26       | Молчание                                    | Paramount Pictures | Мартин Скорсезе                      | Эндрю Гарфилд, Адам Драйвер, Лиам Нисон | драма                                                |            |
| Я Н В А Р Ь   | 26       | Балерина                                    | Gaumont, E1 | Эрик Саммер, Эрик Уорин              | Дэйн Дехаан, Эль Фэннинг, Мэдди Зиглер | мультфильм                                           |            |
| Я Н В А Р Ь   | 26       | Семейное ограбление                         | | Паскаль Бурдьо                       | Жан Рено, Рем Кериси, Камиль Шаму | комедия                                              |            |
| Я Н В А Р Ь   | 26       | Скандинавский форсаж: Гонки на льду         | Filmkameratene A/S | Халльвар Брейн                       | Андерс Баасмо Кристиансен | боевик, комедия                                      |            |
| Я Н В А Р Ь   | 26       | С пяти до семи                              | Amalgama Studio | Владимир Щегольков                   | Александр Ильин мл., Дарья Мельникова | мелодрама                                            |            |
| Я Н В А Р Ь   | 26       | Джокер                                      | Студия Сергея Охотина                                                                                                   | Александр Каурых                     | Олег Толкунов, Дарья Щербакова | комедия                                              |            |
| Ф Е В Р А Л Ь | 2        | Звонки                                      | Paramount Pictures | Хавьер Гутьеррес                     | Матильда Луц, Алекс Роу | триллер, ужасы                                       |            |
| Ф Е В Р А Л Ь | 2        | Огни большой деревни                        | Каропрокат, ТПО Рок | Илья Учитель                         | Дмитрий Дюжев, Кирилл Фролов, Максим Емельянов, Анастасия Мытражик, Василий Кортуков, Юрий Быков, Тагир Рахимов | комедия                                              |            |
| Ф Е В Р А Л Ь | 2        | Космос между нами                           | Huayi Brothers Picters                                                                                                  | Питер Челсом                         | Эйса Баттерфилд, Бритт Робертсон | фантастика, драма                                    |            |
| Ф Е В Р А Л Ь | 2        | Отпетые напарники                           | Desum | Ренни Харлин                         | Джеки Чан, Дэвид Джерсон | боевик, комедия                                      |            |
| Ф Е В Р А Л Ь | 2        | Идеальные незнакомцы                        | Leone Film Group | Паоло Дженовезе                      | Джузеппе Баттистон, Анна Фольетта, Марко Джаллини, Эдоардо Лео, Валерио Мастандреа, Альба Рорвахер | драма, комедия                                       |            |
| Ф Е В Р А Л Ь | 2        | Суперстюард                                 | Кинологистика | Сэм Фридлендер                       | Марк Фойерстин, Джессика Лаундс, Стэнли Туччи, Кристофер Фицджералд, Тэй Диггз, Молли Миллард, Дэнни Пуди, Майкл Коттер, Стэйси Робертс, Кенни Эллис | комедия                                              |            |
| Ф Е В Р А Л Ь | 2        | Голос монстра                               | Focus Features | Хуан Антонио Байона                  | Льюис Макдугалл, Лиам Нисон, Тоби Кеббелл, Фелисити Джонс, Сигурни Уивер | фэнтези, драма                                       |            |
| Ф Е В Р А Л Ь | 2        | Коммивояжёр                                 | ПРОвзгляд | Асгар Фархади                        | Шахаб Хоссейни, Таране Алидусти, Бабак Карими, Мина Садати | драма, триллер                                       |            |
| Ф Е В Р А Л Ь | 2        | Трансформация                               | MEGOGO Distribution | Стивен Шейнберг                      | Нуми Рапас, Петер Стормаре, Керри Бише, Майкл Чиклис, Лесли Мэнвилл, Пол Попович, Эри Миллен, Джоэль Лабелль, Перси Хайнс Уайт, Серджо Ди Зио | ужасы, фантастика,триллер                            |            |
| Ф Е В Р А Л Ь | 2        | Пазманский дьявол                           | Bruce Cohen Productions, Magna Entertainment, Sikelia Productions, Verdi Productions, Younger Than You                  | Бен Янгер                            | Майлз Теллер, Аарон Экхарт, Кэти Сагал, Киаран Хайндс, Тед Левайн, Джордан Гелбер, Аманда Клэйтон, Дэниэл Саули, Кристин Евангелиста, Тина Каскиани | спортивная драма                                     |            |
| Ф Е В Р А Л Ь | 2        | Сафари                                      | Люксор | Ульрих Фредель                       | Брунда Бэби,Манеса Бэби,Маниш Баллай | приключения, семейный                                |            |
| Ф Е В Р А Л Ь | 9        | Лего Фильм: Бэтмен                          | Warner Bros | Крис Маккей                          | Уилл Арнетт, Зак Галифианакис, Майкл Сера, Розарио Доусон, Рэйф Файнс | боевик, приключения, фантастика, комедия, мультфильм |            |
| Ф Е В Р А Л Ь | 9        | Джон Уик 2                                  | 87Eleven, Lionsgate, Thunder Road                                                                                       | Чад Стахелски                        | Киану Ривз, Иэн Макшейн, Руби Роуз, Бриджит Мойнэхэн | боевик, триллер                                      |            |
| Ф Е В Р А Л Ь | 9        | На пятьдесят оттенков темнее                | Universal Studios | Джеймс Фоули                         | Дакота Джонсон, Джейми Дорнан | мелодрама                                            |            |
| Ф Е В Р А Л Ь | 9        | Прекрасные дни в Аранхуэсе                  | tiff | Вим Вендерс                          | Реда Катеб, Софи Семен, Ник Кейв, Йенс Гарцер , Петер Гандке | драма                                                |            |
| Ф Е В Р А Л Ь | 9        | Дорога чести                                | СD Land | Джейсон Момоа                        | Ти Александр, Генри Элис, Лиза Боне, Кенниф Дэйл Борилл, Крис Браунинг, Чарли Брамбли, Линден Чайлз, Майкл Гайз, Лэнс Хенриксен, Роберт Гомер Моллохан | триллер, драма                                       |            |
| Ф Е В Р А Л Ь | 9        | Лабиринты любви                             | Каропрокат | Владимир Штерянов                    | |                                                      |            |
| Ф Е В Р А Л Ь | 10       | Обитель зла: Последняя глава                | Capcom | Пол У. С. Андерсон                   | Милла Йовович, Эли Лартер | фантастика, боевик                                   |            |
| Ф Е В Р А Л Ь | 14       | Лавстори                                    | 25th floor film company                                                                                                 | Пётр Тодоровский                     | Александр Петров, Вильма Кутавичюте, Михаил Тройник | приключения,мелодрама, комедия                       |            |
| Ф Е В Р А Л Ь | 14       | Гуляй, Вася!                                | Централ партнершип | Роман Каримов                        | Ефим Петрунин, Любовь Аксёнова, Роман Курцын, Софья Райзман, Борис Дергачёв, Сергей Аброскин, Светлана Степанковская, Наталья Тетенова, Давид Петросян, Станислав Тляшев                                                                                  | комедия                                              |            |
| Ф Е В Р А Л Ь | 16       | Великая стена                               | Universal Pictures, Legendary Pictures, China Film , Le Vision Pictures                                                 | Чжан Имоу                            | Мэтт Деймон, Энди Лау, Педро Паскаль, Уиллем Дефо, Цзин Тянь, Чжан Ханьюй, Эдди Пэн, Лу Хан,Ван Цзюнькай, Линь Гэнсинь, Чжэн Кай, Чэнь Сюэдун, Хуан Сюань, Юй Синьтянь, Лю Цюн                                                                            | боевик, приключения                                  |            |
| Ф Е В Р А Л Ь | 16       | Красная черепаха                            | arte France Cinéma, Belvision, CN4 Productions, Prima Linéa Productions, Studio Ghibli, Why Not Productions, Wild Bunch | Михаэль Дюдок де Вит                 | | притча                                               |            |
| Ф Е В Р А Л Ь | 16       | Патерсон                                    | K5 International, Amazon Studios, Le Pacte, Animal Kingdom, Inkjet Productions                                          | Джим Джармуш                         | Адам Драйвер, Гольшифте Фарахани, Барри Шабака Хэнли, Уильям Джексон Харпер, Масатоси Нагасэ | драма                                                |            |
| Ф Е В Р А Л Ь | 16       | Несмотря ни на что                          | Seven Pictures | Марк Ротемунд                        | Герберт Фортубер, Костя Улльман, Михаэль Гримм, Людгер Пистор, Рувен Блессинг | комедия, драма                                       |            |
| Ф Е В Р А Л Ь | 16       | Лев                                         | Capella Film | Гарт Дэвис                           | Дев Патель, Николь Кидман, Руни Мара, Дэвид Уэнем,Санни Павар | драма                                                |            |
| Ф Е В Р А Л Ь | 16       | Лунный свет                                 | A24,Plan B Entertainment                                                                                                | Барри Дженкинс                       | Махершала Али, Наоми Харрис, Жанель Монэ | драма                                                |            |
| Ф Е В Р А Л Ь | 22       | Вурдалаки                                   | Продюсерский Центр «ГОРАД»                                                                                              | Сергей Гинзбург                      | Михаил Пореченков, Константин Крюков, Аглая Шиловская, Андрей Руденский, Игорь Хрипунов, Михаил Жигалов, Анатолий Гущин | ужасы, экранизация, мистика, триллер                 |            |
| Ф Е В Р А Л Ь | 23       | Защитники                                   | Enjoy Movies | Сарик Андреасян                      | Антон Пампушный, Санжар Мадиев, Себастьян Сисак-Григорян, Алина Ланина, Валерия Шкирандо, Станислав Ширин | фантастика, боевик, супергеройский                   |            |
| Ф Е В Р А Л Ь | 23       | Тони Эрдманн                                | German films | Марен Аде                            | Михаэль Виттенборн, Петер Симонишек, Тристан Пюттер, Сандра Хюллер, Томас Лойбл | комедия, драма                                       |            |
| Ф Е В Р А Л Ь | 23       | Призраки Элоиз                              | Люксор | Роберт Легато                        | Чейс Кроуфорд, Элиза Душку, Брэндон Т. Джексон, П.Дж. Бирн, Роберт Патрик, Николь Форестер | ужасы, триллер                                       |            |
| Ф Е В Р А Л Ь | 23       | Джеки                                       | Bliss Media,Fabula, Protozoa Pictures, LD Entertainment, Wild Bunch, Why Not Productions; Fox Searchlight Pictures      | Пабло Ларраин                        | Натали Портман, Грета Гервиг, Питер Сарсгаард | драма, биография                                     |            |
| Ф Е В Р А Л Ь | 23       | Одноклассницы: Новый поворот                | Кинофирма | Дмитрий Суворов                      | Светлана Ходченкова, Екатерина Вилкова, Валентина Мазунина, Ольга Кузьмина | комедия                                              |            |
| Ф Е В Р А Л Ь | 23       | Слишком свободный человек                   | | Вера Кричевская                      | | документалистика                                     |            |
| М А Р Т       | 1        | Листьев: Надежда умирает последней          | |                                      | Артём Королёв | биография                                            | [ 2 ]      |
| М А Р Т       | 2        | Логан                                       | 20th Century Fox / Marvel Entertainment                                                                                 | Джеймс Мэнголд                       | Хью Джекмен, Патрик Стюарт | супергеройский, фантастика, боевик                   | [ 3 ]      |
| М А Р Т       | 2        | Зверопой                                    | Universal Pictures, Illumination                                                                                        | Гарт Дженнингс                       | Скарлетт Йоханссон, Тэрон Эджертон, Мэттью Макконахи, Риз Уизерспун, Ник Офферман, Ник Кролл, Питер Серафинович, Сет Макфарлейн, Лесли Джонс, Джон Си Райли, Дженнифер Сондерс                                                                            | мультфильм, мюзикл, комедия                          |            |
| М А Р Т       | 2        | Автобан                                     | 20th Century Fox, MEGOGO Distribution                                                                                   | Эрен Криви                           | Николас Холт, Фелисити Джонс, Энтони Хопкинс, Бен Кингсли | боевик                                               |            |
| М А Р Т       | 2        | Персональный покупатель                     | Capella Film | Оливье Ассаяс                        | Кристен Стюарт, Ларс Айдингер, Нора фон Вальдштеттен | фантастический фильм, триллер, драма                 |            |
| М А Р Т       | 2        | Влюблённые одиночки                         | Dewar Powerhous | Сильви Веред                         | Кароль Роше, Хафсия Херци, Джоэль Коисси, Эш Стаймест, Поль Ами | триллер                                              |            |
| М А Р Т       | 2        | Любовь прет-а-порте                         | Парадиз | Макс Нардари                         | Ольга Погодина, Андреа Прети, Лариса Удовиченко, Джанкарло Джаннини, Паоло Контичини, Нино Фрассика, Владислав Лисовец, Михаил Химичев, Пьетро Де Силва, Тоска Д’Аквино                                                                                   | комедия                                              |            |
| М А Р Т       | 2        | Золото                                      | Black Bear Pictures, Highway 61                                                                                         | Стивен Гейган                        | Мэттью Макконахи, Эдгар Рамирес, Брайс Даллас Ховард, Майкл Лэндис | драма, триллер                                       |            |
| М А Р Т       | 2        | Счастье быть одной                          | Warner Bros | Лаура Моранте                        | Лаура Моранте, Пьера Дельи Эспости, Франческо Паннофино, Джиджио Алберти, Ламбер Вильсон | комедия, мелодрама                                   |            |
| М А Р Т       | 2        | Лобановский навсегда                        | Reflexion Films | Антон Азаров                         | Мишель Платини, Карло Анчелотти, Жак Ферран, Олег Блохин, Андрей Шевченко | спорт, документалистика                              |            |
| М А Р Т       | 8        | Т2: Трейнспоттинг                           | Miramax, TriStar Pictures                                                                                               | Дэнни Бойл                           | Юэн Макгрегор, Юэн Бремнер, Джонни Ли Миллер, Роберт Карлайл | драма, чёрная комедия                                |            |
| М А Р Т       | 8        | SuperАлиби                                  | Universal Studios | Филипп Лашо                          | Филипп Лашо, Элоди Фонтан, Жюльен Аррути, Тарек Будали, Дидье Бурдон, Натали Бай, Науэлл Мадани,Меди Садун, Венсан Дезанья, Элис Дюфур | комедия                                              |            |
| М А Р Т       | 8        | Ночь в Париже                               | Экспонента | Эдуард Баэр                          | Одри Тоту, Эдуард Баэр, Сабрина Уазани, Кристоф Мейне, Жан-Мишель Лами, Грегори Гадебуа, Патрик Бошарт, Мари-Анж Каста, Алка Балбир, Лионель Абелански | драма, комедия                                       |            |
| М А Р Т       | 9        | Конг: Остров черепа                         | Warner Bros. Pictures / Legendary Pictures / Tencent Pictures                                                           | Джордан Вот-Робертс                  | Том Хиддлстон, Бри Ларсон, Сэмюэл Л. Джексон, Тоби Кеббелл | боевик, приключения, фильм о монстрах                | [ 4 ]      |
| М А Р Т       | 9        | Отцы и дочери                               | Lakeshore Entertainment, Andrea Leone Films, Busted Shark Productions, Fear of God Films, Voltage Pictures              | Габриэле Муччино                     | Рассел Кроу, Аманда Сейфрид, Кайли Роджерс | драма                                                |            |
| М А Р Т       | 9        | Любовь с ограничениями                      | Art Pictures Studio, Вайт Медиа                                                                                         | Дмитрий Тюрин                        | Павел Прилучный, Анна Старшенбаум, Илья Глинников, Алексей Чадов, Алексей Воробьёв, Кирилл Плетнёв | комедия, мелодрама                                   |            |
| М А Р Т       | 9        | Война                                       | Mpower Pictures, Krannel Pictures, Binary Light, The Solution Entertainment Group, Lionsgate                            | Дито Монтиель                        | Шайа Лабаф, Джай Кортни, Гэри Олдмен, Кейт Мара, Тори Киттлз, Клифтон Коллинз, мл. | триллер, драма                                       |            |
| М А Р Т       | 16       | Сплит                                       | Blinding Edge Pictures                                                                                                  | М. Найт Шьямалан                     | Джеймс Макэвой | триллер                                              |            |
| М А Р Т       | 16       | Красавица и чудовище                        | Walt Disney Pictures | Билл Кондон                          | Эмма Уотсон, Дэн Стивенс, Люк Эванс, Эмма Томпсон | экранизация, мюзикл, фэнтези                         |            |
| М А Р Т       | 16       | Скрытые фигуры                              | Chernin Entertainment, Levantine Films, 20th Century Fox                                                                | Тед Мелфи                            | Тараджи П. Хенсон, Октавия Спенсер, Жанель Монэ | драма                                                |            |
| М А Р Т       | 16       | Афера по-английски                          | Capella Film | Адам Смит                            | Майкл Фассбендер, Брендан Глисон, Линдси Маршал, Джорджи Смит, Рори Киннир | драма, криминал                                      |            |
| М А Р Т       | 16       | После тебя                                  | Production Value WorldWide                                                                                              | Анна Матисон                         | Сергей Безруков, Анастасия Безрукова, Алёна Бабенко, Карина Андоленко, Владимир Меньшов, Мария Смольникова, Тамара Акулова, Степан Куликов, Галина Бокашевская, Сергей Вершинин                                                                           | драма                                                |            |
| М А Р Т       | 16       | Везучий случай                              | Yellow, Black and White                                                                                                 | Роман Самгин                         | Андрей Рожков, Дмитрий Брекоткин, Вячеслав Мясников, Юлия Михалкова | комедия                                              |            |
| М А Р Т       | 16       | Мальчишник в Паттайе                        | МВК | Франк Гастамбид                      | Франк Гастамбид, Малик Бенталха, Ануар Тубали, Рамзи Бедиа, Гад Эльмалех | комедия, приключения                                 |            |
| М А Р Т       | 16       | Наурыз                                      | MEGOGO Distribution | Аскар Бисембин                       | Анатолий Креженчуков, Берик Айтжанов, Данил Волковинский, Жанар Дугалова, Екатерина Дзвоник | комедия                                              |            |
| М А Р Т       | 21       | Рождённые свободными                        | | Гаянэ Петросян                       | | документалистика                                     |            |
| М А Р Т       | 23       | Босс-молокосос                              | DreamWorks Animation | Том МакГрат                          | Алек Болдуин, Лиза Кудроу, Стив Бушеми, Джимми Киммел |                                                      |            |
| М А Р Т       | 23       | Живое                                       | Columbia Pictures, Skydance Media                                                                                       | Даниэль Эспиноса                     | Джейк Джилленхол, Ребекка Фергюсон, Райан Рейнольдс | научная фантастика, ужасы, триллер                   |            |
| М А Р Т       | 23       | Могучие рейнджеры                           | Lionsgate, Temple Hill Entertainment, Saban Brands                                                                      | Дин Израэлайт                        | Дакре Монтгомери, Арджей Сайлер, Наоми Скотт, Бекки Джи, Луди Лин, Элизабет Бэнкс, Брайан Крэнстон | фантастика, боевик, приключения                      |            |
| М А Р Т       | 23       | Демон внутри                                | Вольга | Андре Овредал                        | Эмиль Хирш, Брайан Кокс, Офелия Ловибонд, Майкл Макэлхаттон, Олуэн Катрин Келли | ужасы                                                |            |
| М А Р Т       | 23       | Рыбки                                       | Кинологистика | Эван Трэмел                          | Эйприл Роуз, Эван Трэмел, Антони Кинтариус | мультфильм                                           |            |
| М А Р Т       | 23       | Манчестер у моря                            | K Period Media, B Story, CMP, Pearl Street Films, Roadside Attractions, Amazon Studios                                  | Кеннет Лонерган                      | Кейси Аффлек, Лукас Хеджес, Мишель Уильямс, Кайл Чендлер | драма                                                |            |
| М А Р Т       | 23       | Скрижали судьбы                             | Apollo Media, Ferndale Films, Irish Film Board                                                                          | Джим Шеридан                         | Руни Мара, Тео Джеймс, Эйдан Тернер, Джек Рейнор, Эрик Бана, Ванесса Редгрейв, Сьюзан Линч, Полин Маклин, Том Вон-Лолор, Ника МакГиган | драма                                                |            |
| М А Р Т       | 23       | Король бельгийцев                           | A-One Films | Петер Бросенс, Джессика Хоуп Вудворт | Питер Ван ден Бегин, Люки Дебай, Титус Де Вогдт, Брюно Жори | драма, комедия                                       |            |
| М А Р Т       | 23       | Частное пионерское. Ура, каникулы!!!        | Кинопрограмма XXI век                                                                                                   | Александр Карпиловский               | Семён Трескунов, Егор Клинаев, Анфиса Вистингаузен, Екатерина Кузнецова, Марианна Шульц, Сергей Баталов | комедия, приключения                                 |            |
| М А Р Т       | 23       | О любви                                     | Фонд кино, Студия „2-Б-2” Интертейнмент                                                                                 | Владимир Бортко                      | Анна Чиповская, Дмитрий Певцов, Алексей Чадов, Мария Миронова, Александр Лыков | драма, мелодрама (с элементами эротики, 16+)         |            |
| М А Р Т       | 30       | Призрак в доспехах                          | DreamWorks Pictures | Руперт Сандерс                       | Скарлетт Йоханссон, Пилу Асбек, Майкл Питт, Такэси Китано | киберпанк, боевик                                    |            |
| М А Р Т       | 30       | Собачья жизнь                               | Amblin Entertainment | Лассе Халльстрём                     | Бритт Робертсон, Джош Гад | комедия                                              |            |
| М А Р Т       | 30       | Лекарство от здоровья                       | 20th Century Fox | Гор Вербински                        | Дэйн Дехан, Джейсон Айзекс, Миа Гот | ужасы, фантастика, фэнтези                           |            |
| М А Р Т       | 30       | Путешествие времени                         | Plan B Entertainment | Терренс Малик                        | Кейт Бланшетт, Джамал Кавил | документальный, фэнтези                              |            |
| М А Р Т       | 30       | Смурфики: Затерянная деревня                | Sony Pictures Animation                                                                                                 | Келли Эсбёри                         | Мишель Родригес, Ариэль Уинтер, Джулия Робертс | мультфильм, фэнтези, комедия                         |            |
| М А Р Т       | 30       | Уна                                         | Bron Studios | Бенедикт Эндрюс                      | Руни Мара, Риз Ахмед, Бен Мендельсон | драма, триллер                                       |            |
| М А Р Т       | 30       | Разбуди меня                                | Синетрейн | Гийом Проценко                       | Константин Лавроненко, Кирилл Пирогов, Ирина Вербицкая | триллер, драма                                       |            |
| М А Р Т       | 30       | Послесвадебный разгром                      | Gorean Films | Марк Лампрелл                        | Дакре Монтгомери, Завьер Сэмюэл | комедия                                              |            |
| М А Р Т       | 30       | Эпоха танцев                                | Reflexion Films | Виктор Буда                          | | документальный                                       |            |

### Апрель—июнь
| Премьера    | Премьера | Название                                                | Студия                                                                                                | Режиссёр                                         | В ролях | Жанр                                                        | Прим. |
| ----------- | -------- | ------------------------------------------------------- | --- | ------------------------------------------------ | --- | ----------------------------------------------------------- | ----- |
| А П Р Е Л Ь | 6        | Время первых                                            | Bazelevs                                                                                              | Дмитрий Кисилёв                                  | Евгений Миронов, Константин Хабенский | драма                                                       | [ 5 ] |
| А П Р Е Л Ь | 6        | Танцы насмерть                                          | Наше Кино                                                                                             | Андрей Волгин                                    | Иван Жвакин, Лукерья Ильяшенко | фантастика                                                  |       |
| А П Р Е Л Ь | 6        | Последствия                                             | Люксор                                                                                                | Эллиотт Лестер                                   | Арнольд Шварценеггер, Мэгги Грэйс | триллер, драма                                              |       |
| А П Р Е Л Ь | 6        | БайБайМэн                                               | Вольга                                                                                                | Стэйси Тайтл                                     | Дуглас Смит, Люсьен Лависконт | ужасы, триллер                                              |       |
| А П Р Е Л Ь | 6        | Уйти красиво                                            | Каро-Премьер                                                                                          | Зак Брафф                                        | Джои Кинг, Морган Фриман, Энн-Маргрет, Майкл Кейн | комедия, криминал                                           |       |
| А П Р Е Л Ь | 6        | Королева Испании                                        | Парадиз                                                                                               | Фернандо Труэба                                  | Пенелопа Крус, Кэри Элвис, Мэнди Пэтинкин, Хуан Антонио Байона, Хавьер Камара | драма, комедия                                              |       |
| А П Р Е Л Ь | 6        | Возьми меня штурмом                                     | МВК                                                                                                   | Дэни Бун                                         | Алис Поль, Дэни Бун, Мишель Блан, Иван Атталь, Сабин Азема | комедия                                                     |       |
| А П Р Е Л Ь | 6        | Жестокие мечты                                          | Capella Film                                                                                          | Нэйтан Морландо                                  | Софи Нелисс, Джош Уиггинс, Джо Кобден, Билл Пэкстон | триллер                                                     |       |
| А П Р Е Л Ь | 6        | Шесть музыкантов на фоне города                         | Reflexion Films                                                                                       | Татьяна Данильянц                                | Дживан Гаспарян, Ато Тунчбояджян, Леван Гаспарян, Форш, Лилит Пипоян, Микаэл Восканян | документалистика                                            |       |
| А П Р Е Л Ь | 13       | Форсаж 8                                                | Universal Studios / Original Film / One Race Films                                                    | Грей, Феликс Гэри                                | Вин Дизель, Дуэйн Джонсон, Джейсон Стейтем, Мишель Родригес, Тайриз Гибсон, Крис Бриджес, Лукас Блэк, Курт Рассел                                                                            | боевик, криминал                                            |       |
| А П Р Е Л Ь | 13       | Жена смотрителя зоопарка                                | Czech Anglo Productions, Liddell Entertainment, Rowe / Miller Productions, Scion Films Limited        | Ники Каро с Джессикой Честейн и Даниэлем Брюлем  | Джессика Честейн, Даниэль Брюль | историческая военная драма                                  |       |
| А П Р Е Л Ь | 13       | Если б я была мужчиной                                  | FIDNED Present                                                                                        | Одри Дана                                        | Одри Дана, Кристиан клавье, Эрик Элмоснино | комедия                                                     |       |
| А П Р Е Л Ь | 13       | Барбадожкины истории                                    | АКМ                                                                                                   | Юрий Мамонтов, Оксана Синькова, Сергей Сидоренко | | мультфильм                                                  |       |
| А П Р Е Л Ь | 13       | Фантастическая любовь и где её найти                    | Constance Media, Head Gear Films, Ipso Facto Productions, Kreo Films FZ, Smudge Films                 | Саймон Эбауд                                     | Джессика Браун-Финдли, Эндрю Скотт, Том Уилкинсон, Джереми Ирвин, Анна Чанселлор | драма, мелодрама, комедия                                   |       |
| А П Р Е Л Ь | 13       | Яна+Янко                                                | 25th Floor Film                                                                                       | Наталья Меркулова                                | Олеся Судзиловская, Даниль Зинатуллин, Максим Виторган, Артур Смольянинов | комедия, семейный                                           |       |
| А П Р Е Л Ь | 13       | Ой, мамочки                                             | Canal+                                                                                                | Ноэми Сальо                                      | Жюльет Бинош, Камилль Коттен, Ламбер Вильсон, Катрин Жакоб, Жан-Люк Бидо | комедия                                                     |       |
| А П Р Е Л Ь | 13       | Аустерлиц                                               | Cinedoc                                                                                               | Сергей Лозница                                   | | документалистика                                            |       |
| А П Р Е Л Ь | 13       | Улыбающийся человек                                     | Elokuvayhtiö Oy Aamu, ONE TWO Films, Tre Vänner Produktion AB                                         | Юхо Куосманен                                    | Яаркко Лахти, Оона Айрола, Ээро Милонофф | драма                                                       |       |
| А П Р Е Л Ь | 13       | Дэвид Линч: Жизнь в искусстве                           | Артхаус                                                                                               | Джон Нгуйен, Рик Барнс, Оливия Неергаард-Холм    | Дэвид Линч | документалистика, биография                                 |       |
| А П Р Е Л Ь | 16       | Руфус 2                                                 | Вольга                                                                                                | Сэвидж Стив Холланд                              | Джейс Норман, Дэвис Кливлэнд, Хейли Тджу, Джейд Петтиджон, Кэлвин Олафсон, Уэсли Сэлтер, Амитай Мэрморштейн, Чад Райли, Лиза Дурупт, Лиллиэн Лим                                             | комедия, семейный                                           |       |
| А П Р Е Л Ь | 20       | Кухня. Последняя битва                                  | Yellow, Black and White / Forever Films / телеканал СТС                                               | Антон Федотов                                    | Дмитрий Назаров, Дмитрий Нагиев, Сергей Лавыгин, Михаил Табакурин, Никита Тарасов, Михаил Башкатов, Валерия Фёдорович                                                                        | комедия                                                     |       |
| А П Р Е Л Ь | 20       | Урфин Джюс и его деревянные солдаты                     | Мельница, СТВ                                                                                         | Владимир Торопчин, Фёдор Дмитриев, Дарина Шмидт  | Константин Хабенский, Сергей Шнуров, Дмитрий Дюжев | фэнтези, комедия, семейный                                  |       |
| А П Р Е Л Ь | 20       | Наваждение                                              | DiNovi Pictures                                                                                       | Дениз Ди Нови                                    | Кэтрин Хайгл, Розарио Доусон, Уитни Каммингс, Шерил Лэдд, Джофф Стульц, Роберт Уиздом, Джейсон Блэр                                                                                          | триллер                                                     |       |
| А П Р Е Л Ь | 20       | Рейд: Пуля в голове                                     | Infinite Frameworks Studios                                                                           | Кимо Стамбол, Тимо Тьяджанто                     | Ико Ювайс, Джулия Эстелл, Дэвид Хэндраван, челси Ислан, Эпи Куснандар, Зак Ли, Санни Пан, Вери Три Юлисман                                                                                   | боевик                                                      |       |
| А П Р Е Л Ь | 20       | Неаполитанские истории                                  | ПилотКино                                                                                             | Антонио Капуано                                  | Луиджи Аттриче, Антонио Касагранде, Марко Греко, Анджела Пагано | драма                                                       |       |
| А П Р Е Л Ь | 20       | Охотники за мёдом                                       | Reflexion Films                                                                                       | Кристиан Мартысёк                                | Магдалена Поплавска | документалистика                                            |       |
| А П Р Е Л Ь | 27       | Затерянный город Z                                      | Plan B Entertainment                                                                                  | Джеймс Грэй                                      | Чарли Ханнэм, Том Холланд, Роберт Паттинсон, Сиенна Миллер, Ангус Макфадьен | приключения, драма, боевик, биография, история              |       |
| А П Р Е Л Ь | 27       | Сфера                                                   | Likely Story / Playtone / Route One Films                                                             | Джеймс Понсольдт                                 | Эмма Уотсон, Том Хэнкс, Карен Гиллан, Билл Пэкстон, Джон Бойега | фантастика, триллер, драма                                  |       |
| А П Р Е Л Ь | 27       | Перестрелка                                             | Film4 / Protagonist Pictures / Rook Films                                                             | Бен Уитли                                        | Киллиан Мерфи, Шарлто Копли, Арми Хаммер, Бри Ларсон, Джек Рейнор | боевик, драма, комедия, криминал                            |       |
| А П Р Е Л Ь | 27       | Затмение                                                | Nvizage / Ombra Films / Picture Company / StudioCanal                                                 | Артём Аксёненко                                  | Александр Петров, Диана Пожарская | фэнтези, приключения                                        |       |
| А П Р Е Л Ь | 27       | Моя девушка – монстр                                    | Brightlight Pictures Inc. / Sayaka Producciones / Audiovisuales                                       | Начо Вигалондо                                   | Энн Хэтэуэй, Дэн Стивенс, Джейсон Судейкис | фантастика, триллер, комедия, боевик                        |       |
| А П Р Е Л Ь | 27       | Секретный агент                                         | Bloom, Czech Anglo Productions, Di Bonaventura Pictures, Silver Reel, Unlocked Distribution           | Майкл Эптед                                      | Нуми Рапас, Майкл Дуглас, Орландо Блум, Тони Коллетт, Джон Малкович | боевик, триллер                                             |       |
| А П Р Е Л Ь | 27       | Спасти Пушкина                                          | КАРО-Продакшн                                                                                         | Филипп Коршунов, Павел Мирзоев                   | Константин Крюков, Ирина Крутик, Алексей Лукин, Денис Сухомлинов, Арсений Гусев, Юрий Гальцев, Дарья Петриченко, Сергей Рост, Игорь Ясулович, Арина Постникова, Влад Красавин                | комедия                                                     |       |
| А П Р Е Л Ь | 27       | Видели ночь                                             | Trend Spice                                                                                           | Гэвин Вьесен                                     | Анали Типтон, Эмиль Хирш, Дж. К. Симмонс, Мета Голдинг, Джон Дэйли | комедия                                                     |       |
| А П Р Е Л Ь | 27       | Обещание                                                | Централ партнершип                                                                                    | Терри Джордж                                     | Кристиан Бейл, Оскар Айзек, Шоре Агдашлу, Анджела Сарафян, Шарлотта Ле Бон | драма, история                                              |       |
| А П Р Е Л Ь | 27       | Никита Кожемяка                                         | Ракета Релизинг                                                                                       | Манук Депоян                                     | Арсен Шавлюк, Виктор Андриенко, Руслана Писанка, Сергей Сивохо, Василий Вирастюк | мультфильм, комедия, семейный, фэнтези, приключения         |       |
| М А Й       | 4        | Стражи Галактики. Часть 2                               | Marvel Studios                                                                                        | Джеймс Ганн                                      | Крис Прэтт, Зои Салдана, Дэйв Батиста, Вин Дизель, Брэдли Купер, Курт Рассел, Майкл Рукер, Карен Гиллан                                                                                      | приключения, фантастика, боевик, комедия, космическая опера | [ 6 ] |
| М А Й       | 4        | Рок Дог                                                 | Mandoo Pictures,Huayi Tencent Entertainment Company,Eracme Entertainment,Dream Factory Group          | Эш Брэннон                                       | Люк Уилсон, Эдди Иззард, Льюис Блэк, Дж. К. Симмонс, Кинан Томпсон, Мэй Уитман, Хорхе Гарсиа                                                                                                 | семейный,комедия                                            |       |
| М А Й       | 4        | Три дня до весны                                        | Ленфильм                                                                                              | Александр Касаткин                               | Кирилл Плетнёв, Елена Лотова, Игорь Грабузов, Евгений Сидихин, Юрий Ицков | военный детектив                                            |       |
| М А Й       | 4        | Любовь и страсть. Далида                                | Capella Film                                                                                          | Лиза Азуэлос                                     | Свева Альвити, Венсан Перес, Риккардо Скамарчо, Нильс Шнайдер, Жан-Поль Рув | биография                                                   |       |
| М А Й       | 4        | Однажды в Германии                                      | Russian report                                                                                        | Сэм Гарбарски                                    | Мориц Бляйбтрой, Антье Трауэ, Тим Сейфи, Марк Иванир, Анатоль Таубман | драма, комедия, военный, приключения                        |       |
| М А Й       | 8        | Доспехи бога: В поисках сокровищ                        | Taihe Entertainment                                                                                   | Стэнли Тонг                                      | Джеки Чан, Аариф Ли, Чжан Исин | приключенческий фильм, комедия, боевик, детектив            |       |
| М А Й       | 11       | Меч короля Артура                                       | Warner Bros. / Village Roadshow Pictures                                                              | Гай Ричи                                         | Чарли Ханнэм, Джуд Лоу, Эрик Бана, Джимон Хонсу, Астрид Берже-Фрисби, Эйдан Гиллен | фэнтези, приключения                                        |       |
| М А Й       | 11       | Прочь                                                   | Blumhouse Productions, QC Entertainment,Universal Studio                                              | Джордан Пил                                      | Дэниэл Калуя, Эллисон Уильямс, Кэтрин Кинер, Брэдли Уитфорд | ужасы, детектив                                             |       |
| М А Й       | 11       | Большой                                                 | | Валерий Тодоровский                              | Алиса Фрейндлих, Валентина Теличкина, Александр Домогаров | драма                                                       |       |
| М А Й       | 11       | Киллер поневоле                                         | Gaumont                                                                                               | Паскаль Шомель                                   | Ромен Дюрис, Мишель Блан, Алис Белаиди, Гюстав Керверн, Алекс Лутс | комедия, криминал, боевик, приключения                      |       |
| М А Й       | 11       | Я и ты                                                  | A-One Films                                                                                           | Мартен Прово                                     | Катрин Денёв, Катрин Фро, Оливье Гурме, Квентин Долмер, Милен Демонжо | драма, мелодрама                                            |       |
| М А Й       | 11       | Почётный гражданин                                      | Loch                                                                                                  | Гастон Дюпра, Мариано Кон                        | Оскар Мартинес, Дади Бриева, Андреа Фриджерио, Нора Навас, Мануэль Висенте | драма, комедия                                              |       |
| М А Й       | 18       | Чужой: Завет                                            | 20th Century Fox, Brandywine Productions, Scott Free Productions, TSG Entertainment                   | Ридли Скотт                                      | Кэтрин Уотерстон, Майкл Фассбендер, Билли Крудап | ужасы, научная фантастика                                   |       |
| М А Й       | 18       | Трио в перьях                                           | Den Siste Skilling,Knudsen & Streuber, Medienmanufaktur, Mélusine Productions, Ulysses Filmproduktion | Тоби Генкель, Реза Мемари                        | Тильман Дёблер/Купер Келли Крамер , Шеннон Конли/Николетт Кребиц, Кристиан Гол/Марк Томпсон                                                                                                  | мультфильм,приключения                                      |       |
| М А Й       | 18       | Птица                                                   | Ленфильм                                                                                              | Ксения Баскакова                                 | Иван Охлобыстин, Евдокия Малевская, Анастасия Мельникова, Кирилл Захаров, Гарик Сукачёв | музыкальная мелодрама                                       |       |
| М А Й       | 18       | Охотник с Уолл-стрит                                    | Zero Gravity Management                                                                               | Марк Уильямс                                     | Джерард Батлер, Уиллем Дефо, Гретхен Мол | драма                                                       |       |
| М А Й       | 18       | Белое вино из Баббудойу                                 | Tiscali                                                                                               | Игор Биддау                                      | Карлота Баззу, Дарио Кассини, Катерина Мурино | комедия                                                     |       |
| М А Й       | 18       | Танцовщик                                               | Пионер                                                                                                | Стивен Кантор                                    | Джейд Хейл-Кристофи, Сергей Полунин | документалистика, биография                                 |       |
| М А Й       | 18       | Париж подождёт                                          | A+E Studios, American Zoetrope, Comer Piece, Capital Lifetime Films                                   | Элинор Коппола                                   | Дайан Лейн, Алек Болдуин, Арно Виард, Седрик Монне | мелодрама, комедия                                          |       |
| М А Й       | 18       | Голос из камня                                          | Code 39 Films, Producer Capital, Fund Zanuck Independent                                              | Эрик Д. Хауэлл                                   | Эмилия Кларк, Мартон Чокаш, Катерина Мурино, Кейт Линдер, Лиза Гастони, Ремо Джироне, Джампьеро Джудика, Николь Кадедду, Эдвард Дринг, Антонелла Бритти                                      | драма, триллер, детектив                                    |       |
| М А Й       | 25       | Пираты Карибского моря: Мертвецы не рассказывают сказки | Walt Disney Pictures                                                                                  | Хоаким Роннинг и Эспен Сандберг                  | Джонни Депп, Хавьер Бардем, Брентон Туэйтес, Кая Скоделарио, Джеффри Раш, Кевин Макнелли, Гольшифте Фарахани, Стивен Грэм, Дэвид Уэнем, Мартин Клебба, Адам Браун, Орландо Блум, Кира Найтли | экшн, приключения, фэнтези, комедия                         |       |
| М А Й       | 25       | Монстры Юга                                             | CD LAND Media, Кинологистика                                                                          | Роксанна Бенжамин, Дэвид Брукнер, Патрик Хорват  | | ужасы, фэнтези, триллер                                     |       |
| И Ю Н Ь     | 1        | Чудо-женщина                                            | Warner Bros. / DC Entertainment                                                                       | Пэтти Дженкинс                                   | Гэл Гадот, Крис Пайн, Дэнни Хьюстон, Робин Райт, Дэвид Тьюлис | супергеройский, боевик, фантастика, приключения             |       |
| И Ю Н Ь     | 1        | Спасатели Малибу                                        | Paramount Pictures                                                                                    | Сет Гордон                                       | Дуэйн Джонсон, Зак Эфрон, Александра Даддарио, Приянка Чопра, Келли Рорбах, Шарлотта Маккинни, Джон Басс.                                                                                    | комедия боевик                                              |       |
| И Ю Н Ь     | 1        | Подводная эра                                           | Вольга                                                                                                | Хулио Сото Гурприде                              | Джесс Харнелл, Фил Ламарр, Джефф Беннет | мультфильм, комедия, приключения                            |       |
| И Ю Н Ь     | 1        | Одарённая                                               | FilmNation Entertainment, Fox Searchlight Pictures, Grade A Entertainment,DayDay Films                | Марк Уэбб                                        | Крис Эванс, Маккенна Грейс, Линдси Дункан, Дженни Слейт, Октавия Спенсер | драма                                                       |       |
| И Ю Н Ь     | 1        | Спарк. Герой Вселенной                                  | MEGOGO Distribution                                                                                   | Аарон Вудли                                      | Джессика Бил, Патрик Стюарт, Сьюзан Сарандон, Хилари Суонк, Джейс Норман | семейный, мультфильм, комедия, фантастика, приключения      |       |
| И Ю Н Ь     | 1        | Развод по-французски                                    | Cinema Prestige                                                                                       | Мартин Бурбулон                                  | Лоран Лафитт, Марина Фоис, Александр Деруссо, Анна Лемаршан, Акилл Потье | комедия                                                     |       |
| И Ю Н Ь     | 1        | Нелюбовь                                                | Нон-стоп продакшн, Фетисов иллюзион, Why Not Productions, Senator Film, Les Films du Fleuve           | Андрей Звягинцев                                 | Алексей Розин, Марьяна Спивак, Матвей Новиков | драма                                                       |       |
| И Ю Н Ь     | 1        | Жизнь Кабачка                                           | Rita Productions, Blue Spirit Animation, Gébéka Films                                                 | Клод Баррас                                      | Гаспар Шлаттер, Мишель Вюйермоз, Сикстин Мюра | драма, мультфильм                                           |       |
| И Ю Н Ь     | 8        | Мумия                                                   | Universal Pictures                                                                                    | Алекс Куртцман                                   | Том Круз, София Бутелла, Рассел Кроу, Джейк Джонсон, Хавьер Ботет, Селва Расалингам | боевик, приключения, фэнтези                                |       |
| И Ю Н Ь     | 8        | Анна Каренина. История Вронского                        | Киноконцерн «Мосфильм»                                                                                | Карен Шахназаров                                 | Елизавета Боярская, Максим Матвеев | драма                                                       |       |
| И Ю Н Ь     | 8        | Жмот                                                    | Люксор                                                                                                | Фред Кавайе                                      | Дэни Бун, Лоранс Арне, Ноэми Шмидт, Патрик Ридремон, Кристоф Канар | комедия                                                     |       |
| И Ю Н Ь     | 8        | Его собачье дело                                        | Voltage Pictures                                                                                      | Марк Каллен                                      | Брюс Уиллис, Элизабет Рём, Джейсон Момоа, Фамке Янссен, Ана Флавия Гавлак | боевик, триллер, комедия                                    |       |
| И Ю Н Ь     | 8        | Время псов                                              | Apollo Media, FilmEngine, Full Clip Productions                                                       | Джонатан Мостоу                                  | Сэм Уортингтон, Одейя Раш, Аллен Лич, Эми Ландекер, Мартин Компстон, Вероника Эчеги | боевик, триллер                                             |       |
| И Ю Н Ь     | 8        | Манифесто                                               | Bayerischer Rundfunk (BR), Ruhr Triennale                                                             | Юлиан Розефельдт                                 | Кейт Бланшетт | драма                                                       |       |
| И Ю Н Ь     | 15       | Тачки 3                                                 | Walt Disney Pictures / Pixar Animation Studios                                                        | Брайан Фи                                        | Оуэн Уилсон, Кристела Алонсо, Крис Купер, Нейтан Филлион, Ларри-кабельщик, Арми Хаммер, Бонни Хант, Лиа Делария, Керри Вашингтон                                                             | семейный, комедия, приключения                              |       |
| И Ю Н Ь     | 15       | Очень плохие девчонки                                   | Matt Tolmach Productions, Paulilu Productions, Columbia Pictures                                      | Люсия Аньелло                                    | Скарлетт Йоханссон, Кейт Маккиннон, Джиллиан Белл, Илана Глейзер, Зои Кравиц, Пол В. Даунс                                                                                                   | комедия, драма                                              |       |
| И Ю Н Ь     | 15       | Весь этот мир                                           | Metro-Goldwyn-Mayer, Alloy Entertainment, Warner Bros.                                                | Стелла Мэги                                      | Амандла Стенберг, Ник Робинсон | драма, мелодрама                                            |       |
| И Ю Н Ь     | 15       | Я любить тебя буду, можно?                              | АКМ                                                                                                   | Мария Ефремова                                   | Анатолий Белый, Мария Ефремова, Андрей Чадов, Алёна Яковлева, Мария Берсенева | мелодрама                                                   |       |
| И Ю Н Ь     | 15       | Самокритика буржуазного пса                             | Cineticle Films                                                                                       | Юлиан Радльмайер                                 | Юлиан Радльмайер, Дераг Кэмпбелл, Бениамин Форти | комедия                                                     |       |
| И Ю Н Ь     | 15       | Он и Она                                                | ПРОвзгляд, НД Плэй                                                                                    | Николя Бедос                                     | Дория Тилье, Николя Бедос, Дени Подалидес, Антуан Гуи, Кристиана Милле | комедия, мелодрама                                          |       |
| И Ю Н Ь     | 15       | Орбита 9                                                | Экспонента                                                                                            | Хатем Храиче                                     | Клара Лаго, Алекс Гонсалес, Андрес Парра, Белен Руэда, Кристина Лилли | фантастика, драма, мелодрама                                |       |
| И Ю Н Ь     | 15       | Ханна: Нерассказанная история буддизма                  | Reflexion films                                                                                       | Марта Дьерд - Кесслер, Адам Пенни                | Эстер Фаллон, Сюзанна Харкер, Виллад Вестергерд | документалистика, байопик, история                          |       |
| И Ю Н Ь     | 22       | Трансформеры: Последний рыцарь                          | Paramount Pictures, Hasbro                                                                            | Майкл Бэй                                        | Марк Уолберг, Изабела Монер, Джош Дюамель, Тайриз Гибсон, Энтони Хопкинс | научная фантастика, боевик                                  |       |
| И Ю Н Ь     | 22       | Антропоид                                               | AKM                                                                                                   | Шон Эллис                                        | Киллиан Мерфи, Джейми Дорнан, Гарри Ллойд,Тоби Джонс | военная драма                                               |       |
| И Ю Н Ь     | 22       | Холодное танго                                          | Кинокомпания «Слон»                                                                                   | Павел Чухрай                                     | Юлия Пересильд, Риналь Мухаметов, Карина Каграманян, Сергей Гармаш, Елисей Никандров | мелодрама, военный, драма, история                          |       |
| И Ю Н Ь     | 22       | Вечно молодой                                           | Cinema Prestige                                                                                       | Гийом Кане                                       | Гийом Кане, Марион Котийяр, Филипп Лефевр, Жиль Леллуш, Камилль Роу | комедия, музыка                                             |       |
| И Ю Н Ь     | 22       | Захочу и соскачу                                        | ПилотКино                                                                                             | Сидней Сибилиа                                   | Эдорадо Лео, Валерия Соларино, Валерио Эпри, Паоло Калабрези, Либеро Де Риенцо, Стефано Фрези, Лоренцо Лавиа, Пьетро Сермонти, Серджо Солли, Маджлинда Агадж                                 | комедия, криминал                                           |       |
| И Ю Н Ь     | 29       | Гадкий я 3                                              | Universal Studios, Illumination Entertainment                                                         | Пьер Коффин, Крис Меледандри                     | Стив Карелл, Кристен Уиг, Трей Паркер, Пьер Коффан | комедия, семейный                                           |       |
| И Ю Н Ь     | 29       | Гиппопотам                                              | Electric shadon                                                                                       | Джон Дженкс                                      | Мэттью Модайн, Рассел Тови, Фиона Шоу, Роджер Аллам, Тим МакИннерни | комедия                                                     |       |
| И Ю Н Ь     | 29       | Синяя бездна                                            | Dimension Films, Tea Shop & Film Company, thefyzz                                                     | Йоханнес Робертс                                 | Мэнди Мур, Клэр Холт, Мэттью Модайн, Яни Геллман | ужасы, триллер                                              |       |
| И Ю Н Ь     | 29       | Моя кузина Рэйчел                                       | Fox Searchlight Pictures, Free Range Films, Helicopter Film Services, Mestiere Cinema                 | Роджер Мишелл                                    | Сэм Клафлин, Рэйчел Вайс, Холлидей Грейнджер, Иэн Глен, Эндрю Нотт | драма, мелодрама, детектив                                  |       |
| И Ю Н Ь     | 29       | 2:22                                                    | Lightstream Pictures, Pandemonium, Screen Australia, Walk The Walk Entertainment                      | Пол Карри                                        | Тереза Палмер, Михил Хёйсман | триллер                                                     |       |

### Июль—сентябрь
| Премьера        | Премьера | Название                                         | Студия | Режиссёр | В ролях | Жанр                                                      | Прим. |
| --------------- | -------- | ------------------------------------------------ | --- | --- | --- | --------------------------------------------------------- | ----- |
| И Ю Л Ь         | 6        | Человек-паук: Возвращение домой                  | Marvel Studios, Columbia Pictures                                                                                               | Джон Уоттс | Том Холланд, Роберт Дауни-младший, Майкл Китон, Джон Фавро, Мариса Томей, Зендея, Джейкоб Баталон, Тони Револори                                                              | супергеройский, боевик, приключения, фантастика, комедия  | [ 7 ] |
| И Ю Л Ь         | 6        | Сказ о Петре и Февронии                          | Вверх | Юрий Кулаков, Юрий Рязанов                                                                                            | Владислав Юдин, Юлия Горохова | мультфильм, приключения, семейный                         |       |
| И Ю Л Ь         | 6        | Во всём виноват енот                             | Dominion Pictures, Mockingbird Pictures                                                                                         | Робин Свайкорд | Брайан Крэнстон, Дженнифер Гарнер, Джейсон О’Мара, Беверли Д’Анджело, Йен Энтони Дэйл                                                                                         | драма                                                     |       |
| И Ю Л Ь         | 6        | Эксперимент «Офис»                               | Metro-Goldwyn-Mayer, The Safran Company, Troll Court Entertainment, Coop99 Filmproduktion                                       | Грег Маклин | Джон Галлахер мл., Тони Голдуин, Адриа Архона, Джон Макгинли | ужасы, триллер                                            |       |
| И Ю Л Ь         | 6        | Институт Роузвуд                                 | Кинологистика | Джеймс Франко, Памела Романовски                                                                                      | Джеймс Франко, Элли Галлерани, Тим Блейк Нельсон, Лори Сингер, Винсент Альвас                                                                                                 | триллер, ужасы                                            |       |
| И Ю Л Ь         | 6        | Тень                                             | «АСДС» | Дмитрий Светозаров | Михаил Пореченков, Юрий Стоянов, Варвара Щербакова, Павел Чернявский, Сергей Васильев, Анна Степанова, Евгений Катаев, Пётр Логачёв, Татьяна Тузова, Оксана Базилевич         | драма                                                     |       |
| И Ю Л Ь         | 13       | Планета обезьян: Война                           | 20th Century Fox | Мэтт Ривз | Энди Сёркис, Вуди Харрельсон | фантастика                                                |       |
| И Ю Л Ь         | 13       | Жил был кот                                      | АКМ | Микинори Сакакибара,Кунихико Юяма                                                                                     | Акио Ютсука,Арата Фурута, Сандаю Докумамуси,Норито Ясима,Нана Мидзуки, Мао Иноуэ, Рёхэй Судзуки,Юка Тэрасаки, Рио Сасаки                                                      | мультфильм, комедия, приключения                          |       |
| И Ю Л Ь         | 13       | Блокбастер                                       | Hype Film | Роман Волобуев | Светлана Устинова, Анна Чиповская, Евгений Цыганов, Михаил Ефремов, Юлия Снигирь, Светлана Ходченкова                                                                         | комедия, криминал                                         |       |
| И Ю Л Ь         | 13       | Выстрел в пустоту                                | Bold Films, DirecTV,Participant Media, Relativity Media                                                                         | Рик Роман Во | Джон Бернтал, Николай Костер-Вальдау, Лэйк Белл, Джеффри Донован, Эмори Коэн                                                                                                  | триллер, драма                                            |       |
| И Ю Л Ь         | 13       | Чёрная вода                                      | Артлайт, Инвада фильм | Роман Каримов | Ирина Старшенбаум, Дмитрий Богдан, Евгений Алехин, Инна Егорова, Сергей Белый, Наталья Шапошникова                                                                            | ужасы, драма                                              |       |
| И Ю Л Ь         | 13       | Дикая история                                    | Atresmedia | Алекс де ла Иглесиа                                                                                                   | Марио Касас, Бланка Суарес, Кармен Мачи | чёрная комедия                                            |       |
| И Ю Л Ь         | 13       | Принцесса-лягушка: Тайна волшебной комнаты       | Ракета Релизинг | Чан Гуанси, Пэн Фэй                                                                                                   | Энтони Падилья, Иэн Хэкокс, Эмбир Чилдерс, Джон Ловиц, Чун Чижэнь | мультфильм, приключения, комедия, фэнтези, семейный       |       |
| И Ю Л Ь         | 20       | Дюнкерк                                          | Warner Bros. | Кристофер Нолан | Марк Райлэнс, Кеннет Брана, Том Харди, Гарри Стайлз | драма                                                     |       |
| И Ю Л Ь         | 20       | Безумные соседи                                  | Cinema Prestige | Филипп де Шоврон | Кристиан Клавье, Ари Абиттан, Эльза Зильберштейн, Сириль Леконт, Нану Гарсия                                                                                                  | комедия                                                   |       |
| И Ю Л Ь         | 20       | Берлинский синдром                               | Aquarius Films, DDP Studios Melbourne, Entertainment One, Film Victoria                                                         | Кейт Шортланд | Тереза Палмер, Макс Римельт, Люси Арон, Маттиас Хабих, Эмма Бадинг | триллер                                                   |       |
| И Ю Л Ь         | 20       | Заячья школа                                     | Люксор | Уте фон Мюнхов-Поль                                                                                                   | Ноа Леви, Зента Бергер, Фридрих фон Тун, Дженни Мелина Витец, Макс Богут | мультфильм, семейный                                      |       |
| И Ю Л Ь         | 20       | Овердрайв                                        | Kinology, Sentient Pictures, uMedia Family                                                                                      | Антонио Негрет | Скотт Иствуд, Ана де Армас, Гайя Вайсс, Клеменс Шик, Симон Абкарян | боевик, триллер                                           |       |
| И Ю Л Ь         | 20       | Уедем к чёртовой бабушке                         | ПилотКино | Сальво Фикарра, Валентино Пиконе                                                                                      | Сальво Фикарра, Валентино Пиконе, Тициана Лодато | комедия                                                   |       |
| И Ю Л Ь         | 20       | Ужас Амитивилля: Пробуждение                     | MEGOGO Distribution | Франк Халфун | Белла Торн, Камерон Монахэн, Дженнифер Джейсон Ли, МакКенна Грейс, Дженнифер Моррисон                                                                                         | ужасы, триллер                                            |       |
| И Ю Л Ь         | 27       | Стань легендой! Бигфут Младший                   | StudioCanal, nWave Pictures, Belga Productions, Illuminata Pictures, Waterman Entertainment                                     | Джереми Дегрусон, Бен Стассен                                                                                         | Синда Адамс, Боб Барлен, Кэллан Брункер, Джои Камен | мультфильм, комедия                                       |       |
| И Ю Л Ь         | 27       | 2pac: Легенда                                    | Morgan Creek Productions, Program Pictures, Codeblack Films, Summit Entertainment                                               | Бенни Бум | Деметриус Шипп-младший, Кэт Грэм, Лорен Коэн, Хилл Харпер, Данай Гурира | байопик, драма, боевик                                    |       |
| И Ю Л Ь         | 27       | Взрывная блондинка                               | Denver and Delilah Productions, Closed on Mondays Entertainment, 87Eleven                                                       | Дэвид Литч | Шарлиз Терон, Джеймс Макэвой, Джон Гудмен, Тиль Швайгер, Эдди Марсан, София Бутелла, Тоби Джонс                                                                               | триллер                                                   |       |
| И Ю Л Ь         | 27       | Выход                                            | «Reflexion Films» | Антон Калюжный | Валерий Розов, Андрей Волков, Лариса Свердленко | документалистика                                          |       |
| И Ю Л Ь         | 27       | Грейсфилд                                        | МВК | Матье Рэтхи | Матье Рэтхи, Лоуренс Дофинаис, Джульетт Госселин, Лори Грэхэм, Кимберли Лаферрье                                                                                              | ужасы, фантастика, боевик, триллер, детектив, приключения |       |
| И Ю Л Ь         | 27       | Матрица времени                                  | Awesomeness Films, Jon Shestack Productions, Open Road Films                                                                    | Ри Руссо-Янг | Зои Дойч, Хелстон Сейдж, Логан Миллер, Киан Лоули, Дженнифер Билз, Диего Бонета, Елена Кампурис                                                                               | драма, детектив                                           |       |
| И Ю Л Ь         | 27       | Роковое искушение                                | American Zoetrope, FR Productions                                                                                               | София Коппола | Колин Фаррелл, Эль Фэннинг, Кирстен Данст, Николь Кидман, Энгаури Райс, Уна Лоуренс                                                                                           | драма, вестерн                                            |       |
| А В Г У С Т     | 3        | Тёмная башня                                     | Columbia Pictures, Imagine Entertainment, Media Rights Capital, Weed Road Pictures                                              | Николай Арсель | Идрис Эльба, Мэттью Макконахи | ужасы, фантастика, фэнтези, вестерн                       |       |
| А В Г У С Т     | 3        | Похищение                                        | Di Bonaventura Pictures, Gold Star Films, 606 Films, Lotus Entertainment                                                        | Луис Прието | Хэлли Берри, Сэйдж Корреа, Лью Темпл, Крис Макгинн | триллер, боевик                                           |       |
| А В Г У С Т     | 3        | Теснота                                          | «Пример интонации» (Фонд Александра Сокурова), Ленфильм                                                                         | Кантемир Балагов | Дарья Жовнер, Ольга Драгунова, Вениамин Кац, Назир Жуков, Артём Цыпин | драма                                                     |       |
| А В Г У С Т     | 3        | Охранник                                         | «Кинологистика» | Ален Дерошер | Антонио Бандерас, Бен Кингсли, Лиам Макинтайр, Габриэлла Райт, Чед Линдберг, Яна Маринова, Кунг Ле, Марк Смит, Дзиро Ван                                                      | боевик                                                    |       |
| А В Г У С Т     | 3        | Ветреная река                                    | Acacia Filmed Entertainment, Film 44                                                                                            | Тейлор Шеридан | Мартин Сенсмейер, Элизабет Олсен, Джереми Реннер, Джон Бернтал, Джулия Джонс                                                                                                  | триллер                                                   |       |
| А В Г У С Т     | 3        | Леди Макбет                                      | Экспонента | Уильям Олдройд | Флоренс Пью, Космо Джарвис, Пол Хилтон, Наоми Аки, Кристофер Фэйрбенк | драма, мелодрама                                          |       |
| А В Г У С Т     | 10       | Валериан и город тысячи планет                   | EuropaCorp, Fundamental Films, Gulf Films                                                                                       | Люк Бессон | Дейн Дехан, Кара Делевинь | фантастика                                                |       |
| А В Г У С Т     | 10       | Чудеса в Париже                                  | Marie Clarie | Доминик Абель, Фиона Гордон                                                                                           | Фиона Гордон, Доминик Абель, Эмманюэль Рива, Пьер Ришар | комедия, драма                                            |       |
| А В Г У С Т     | 10       | Проклятие Аннабель: Зарождение зла               | Atomic Monster, New Line Cinema, Warner Bros.                                                                                   | Дэвид Ф. Сандберг | Хавьер Ботет, Алисия Вела-Бэйли, Миранда Отто, Стефани Сигман, Энтони Лапалья                                                                                                 | ужасы, триллер, детектив                                  |       |
| А В Г У С Т     | 10       | 1+1. Нарушая правила                             | | | |                                                           |       |
| А В Г У С Т     | 10       | Жених на двоих                                   | Mandarin Cinéma, Gaumont | Рем Кериси | Рем Кериси, Николя Дювошель, Джулия Пиатон | комедия                                                   |       |
| А В Г У С Т     | 17       | Клятва                                           | Cinema Prestige | Бальтасар Кормакур | Гера Хилмарсдоттир, Бальтасар Кормакур, Гисли Орн Гардарссон, Ингвар Эггерт Сигюрдссон, Торстейнн Бахман                                                                      | триллер, драма, криминал                                  |       |
| А В Г У С Т     | 17       | Над глубиной: Хроника выживания                  | «Люксор» | Джералд Рашионато | Джоэль Хоган, Джош Поттхофф, Меган Пета Хилл, Пит Вэлли, Марк Фелл | ужасы, триллер, драма                                     |       |
| А В Г У С Т     | 17       | Эмоджи фильм                                     | Sony Pictures Animation | Энтони Леондис | Ти Джей Миллер, Джеймс Корден, Анна Фэрис | мультфильм, фантастика, комедия, приключения, семейный    |       |
| А В Г У С Т     | 17       | Бабушка лёгкого поведения                        | «Каропрокат» | Марюс Вайсберг | Александр Ревва, Глюкоза, Филипп Киркоров, Елена Валюшкина | комедия                                                   |       |
| А В Г У С Т     | 17       | Призраки Исмаэля                                 | Why Not Productions | Арно Деплешен | Матье Амальрик, Марион Котийяр, Шарлотта Генсбур, Луи Гаррель | драма                                                     |       |
| А В Г У С Т     | 17       | Графомафия                                       | Киностудия Крылья | Владимир Зайкин, Эдуард Радзюкевич                                                                                    | Гоша Куценко, Даниил Спиваковский, Станислав Дужников, Эдуард Радзюкевич, Дарья Екамасова, Маргарита Шубина                                                                   | комедия                                                   |       |
| А В Г У С Т     | 17       | Телохранитель киллера                            | Campbell Grobman Films, Cristal Pictures, Millennium Films, Skydance Production, Summit Entertaiment                            | Патрик Хьюз | Райан Рейнольдс, Сэмюэл Л. Джексон, Сальма Хайек, Элоди Юнг, Гэри Олдмен | боевик, комедия                                           |       |
| А В Г У С Т     | 17       | Сусана, ты меня убиваешь                         | Cuévano Films, La Banda Films                                                                                                   | Роберто Снейдор | Гаэль Гарсиа Берналь, Вероника Эчеги, Эшли Хиншоу, Джейдин Вонг, Бьерн Хлинур Харальдссон                                                                                     | драма, мелодрама, комедия                                 |       |
| А В Г У С Т     | 24       | Терминатор 2: Судный день (повторный релиз в 3D) | Carolco Pictures / TriStar Pictures / Lightstorm Entertainment / Le Studio Canal+ S.A.                                          | Джеймс Кэмерон | Арнольд Шварценеггер, Линда Хэмилтон, Эдвард Фёрлонг, Роберт Патрик | фантастика, боевик                                        | [ 8 ] |
| А В Г У С Т     | 24       | Тюльпанная лихорадка                             | Ruby Films, Worldview Entertainment                                                                                             | Джастин Чадвик | Алисия Викандер, Кара Делевинь, Кристоф Вальц, Дейн Дехан, Зак Галифианакис, Холлидей Грейнджер, Джек О’Коннелл, Кевин Маккидд, Джуди Денч, Дэвид Хэрвуд                      | драма, мелодрама                                          |       |
| А В Г У С Т     | 24       | Малыш на драйве                                  | Big Talk Productions / Double Negative / Media Rights Capital / TriStar Pictures / Working Title Films                          | Эдгар Райт | Энсел Эльгорт, Лили Джеймс, Джон Бернтал, Джейми Фокс, Кевин Спейси | боевик, триллер, комедия                                  |       |
| А В Г У С Т     | 24       | Оно приходит ночью                               | A24 / Animal Kingdom | Трей Эдвард Шульц | Джоэл Эдгертон, Кристофер Эбботт, Кармен Эджого | ужасы, триллер                                            |       |
| А В Г У С Т     | 24       | Реальная белка 2                                 | Red Rover International / Gulfstream Pictures / ToonBox Entertainment                                                           | Кэллан Брункер | Уилл Арнетт, Кэтрин Хайгл, Майя Рудольф, Джеки Чан | мультфильм, комедия, приключения, семейный                |       |
| А В Г У С Т     | 24       | Мистер Штайн идёт в онлайн                       | BE TV / Detailfilm / Gasmia Film / La Belle Company / MMC Movies / Orange Studio / Schortcut Films                              | Стефан Робели | Пьер Ришар, Янис Леспере, Фанни Валетт | комедия                                                   |       |
| А В Г У С Т     | 31       | Тайна 7 сестёр                                   | MEGOGO Distribution | Томми Виркола | Нуми Рапас, Гленн Клоуз, Уиллем Дефо, Марван Кензари, Кристиан Рубек | фантастика, триллер                                       |       |
| А В Г У С Т     | 31       | Гоголь. Начало                                   | Среда | Егор Баранов | Александр Петров, Олег Меньшиков, Таисия Вилкова, Артём Ткаченко | приключения, триллер                                      |       |
| А В Г У С Т     | 31       | Вышибала: Эпический замес                        | Экспонента | Джей Барушель | Шонн Уильям Скотт, Джей Барушель, Ти Джей Миллер, Элиша Катберт, Лев Шрайбер                                                                                                  | комедия, спорт                                            |       |
| А В Г У С Т     | 31       | Хэвенхёрст                                       | МВК | Эндрю С. Эрин | Джули Бенц, Белль Шусе, Джош Стэмберг, Даниэль Харрис, Дуглас Тейт | ужасы, триллер, детектив                                  |       |
| С Е Н Т Я Б Р Ь | 1        | Про любовь. Только для взрослых                  | WDSSPR | Нигина Сайфуллаева, Павел Руминов, Наталья Меркулова, Резо Гигинеишвили, Евгений Шелякин, Алексей Чупов, Анна Меликян | Джон Малкович, Анна Михалкова, Гоша Куценко, Юрий Колокольников, Фёдор Бондарчук, Виктория Исакова, Ингеборга Дапкунайте, Равшана Куркова                                     | комедия                                                   |       |
| С Е Н Т Я Б Р Ь | 7        | Оно                                              | Каро-Премьер | Андрес Мускетти | Билл Скарсгард, Софиа Лиллис, Финн Вулфхард, Хавьер Ботет, Николас Хэмилтон, Джейден Либерер, Меган Шарпантье, Оуэн Тиг, Джек Грейзер, Стивен Уильямс                         | ужасы, драма                                              |       |
| С Е Н Т Я Б Р Ь | 7        | Твоё имя                                         | FUNimation Films, Экспонента, Paramount Pictures                                                                                | Макото Синкай | Рюносукэ Камики, Монэ Камисираиси, Рё Нарита, Аои Юки | аниме, мультфильм, комедийное фэнтези, драма, мелодрама   |       |
| С Е Н Т Я Б Р Ь | 7        | Удача Логана                                     | Capella Film, WDSSPR | Стивен Содерберг | Дэниел Крейг, Ченнинг Татум, Адам Драйвер, Сет Макфарлейн, Себастьян Стэн, Кэти Холмс, Хилари Суонк, Райли Кио, Кэтрин Уотерстон, Дэвид Денман                                | комедия, криминал                                         |       |
| С Е Н Т Я Б Р Ь | 7        | Секс-Трип                                        | «Кинологистика» | Энтони Дж. Коэн | Джейд Рэмси, Луис Мэндилор, Марк Крамптон, Шарлотта Эллен Прайс, Рэйчел Бритаг, Наташа Бласик, Ребекка Грант, Джим Хэнкс, Дэн Нир, Эштон Суинфорд                             | комедия, фэнтези                                          |       |
| С Е Н Т Я Б Р Ь | 7        | Брюс Ли: Рождение Дракона                        | Парадиз | Джордж Нолфи | Филип Нг, Билли Магнуссен, Терри Чен, Тереза Наварро, Ванесса Росс, Рон Юань, Юй Ся, Даррен Э. Скотт, Натали Стефани Агиляр, Кинг Лау                                         | боевик, драма, биография                                  |       |
| С Е Н Т Я Б Р Ь | 7        | Квадрат                                          | «A-One Films» | Рубен Эстлунд | Клас Банг, Элизабет Мосс, Доминик Уэст, Терри Нотари, Кристофер Лессо | драма, комедия                                            |       |
| С Е Н Т Я Б Р Ь | 7        | В гостях у Элис                                  | Централ партнершип | Холли Мейерс-Шайер | Лэйк Белл, Риз Уизерспун, Майкл Шин, Нат Вулф, Кэндис Берген, Лола Флэнери, Рейд Скотт, Пико Александр, П. Дж. Бирн, Робб Дерринджер                                          | драма, мелодрама, комедия                                 |       |
| С Е Н Т Я Б Р Ь | 7        | Дозор джунглей                                   | Вольга | Дэвид Ало | Paul Borne, Филипп Бозо, Паскаль Касанова, Эммануэль Кюртиль, Мишель Меля, Селин Монсарра, Лоран Морто, Жан-Филипп Пюмартин, Барбара Тиссье, Алексис Томассиан                | мультфильм                                                |       |
| С Е Н Т Я Б Р Ь | 14       | Мама!                                            | Централ партнершип | Даррен Аронофски | Дженнифер Лоуренс, Хавьер Бардем, Эд Харрис, Мишель Пфайффер, Донал Глисон, Брин Глисон, Стивен МакХэтти, Кристен Уиг, Стефан Симчовиц, Йован Адепо                           | ужасы, триллер, драма, детектив                           |       |
| С Е Н Т Я Б Р Ь | 14       | Напарник                                         | СТВ, Кинокомпания «Водород» | Александр Андрющенко                                                                                                  | Сергей Гармаш, Александр Петров, Андрей Назимов, Лиза Арзамасова, Ксения Лаврова-Глинка, Ян Цапник                                                                            | комедия, приключения                                      |       |
| С Е Н Т Я Б Р Ь | 14       | На глубине шести футов                           | Парадиз | Скотт Во | Джош Хартнетт, Мира Сорвино, Сара Дюмон, Кейл Калли, Джейсон Коттл | триллер, драма                                            |       |
| С Е Н Т Я Б Р Ь | 14       | Мадам                                            | «Capella Film» | Аманда Штерс | Тони Коллетт, Харви Кейтель, Росси де Пальма, Майкл Смайли, Кристиан Абарт | драма, комедия                                            |       |
| С Е Н Т Я Б Р Ь | 14       | Вдохновляющая любовь                             | Eros International, Aanand L Rai Present                                                                                        | Хитеш Кевалья | Аюшманн Кхурана, Бхуми Педнекар, Сима Бхаргава, Аншул Чахуан | мелодрама, комедия                                        |       |
| С Е Н Т Я Б Р Ь | 14       | Клаустрофобия                                    | Escape Productions | Уилл Верник | Эван Уильямс, Аннабелл Стивенсон, Элизабет Хауэр, Дэн Дж. Джонсон, Джон Иерарди                                                                                               | триллер, ужасы                                            |       |
| С Е Н Т Я Б Р Ь | 21       | Kingsman: Золотое кольцо                         | 20th Century Fox, TSG Entertaiment                                                                                              | Мэттью Вон | Тэрон Эджертон, Хэлли Берри, Джулианна Мур, Марк Стронг | комедия, боевик                                           |       |
| С Е Н Т Я Б Р Ь | 21       | Лего Фильм: Ниндзяго                             | Animal Logic, LEGO Sistem A/S, Lin Pictures, Lord Miller, Vertigo Entertainment, Warner Animation Group, Warner Bros. Animation | Чарли Бин, Пол Фишер, Боб Логан                                                                                       | Оливия Манн, Джастин Теру, Дэйв Франко, Джеки Чан, Майкл Пенья, Кумэйл Нанджиани, Зак Вудс, Фред Армисен, Эбби Джейкобсон                                                     | боевик, комедия, приключения, семейный                    |       |
| С Е Н Т Я Б Р Ь | 21       | Заложники                                        | 20 Steps Productions, Extreme Emotions, «Кинокомпания «Небо»                                                                    | Резо Гигинеишвили | Иракли Квирикадзе, Тинатин Далакишвили, Гига Датиашвили, Гиорги Грдзелидзе, Георгий Табидзе, Гиорги Хурцилава, Екатерина Калатозишвили, Бека Лемонджава, Мераб Нинидзе        | драма, триллер, биография, история                        |       |
| С Е Н Т Я Б Р Ь | 21       | Техасская резня бензопилой: Кожаное лицо         | Campbell Grobman Films, LF2 Productions, Lionsgate, Mainline Pictures Inc.                                                      | Александр Бустильо, Жюльен Мори                                                                                       | Стивен Дорфф, Ванесса Грасс, Сэм Страйк, Лили Тейлор, Финн Джонс | ужасы, триллер                                            |       |
| С Е Н Т Я Б Р Ь | 21       | Роден                                            | Les Films du, Lendemarin Artémis Productions, France 3, Wild Bunch                                                              | Жак Дуайон | Венсан Линдон, Изиа Ижлен, Северина Каннель, Эдвард Акрут, Оливия Бусио, Паскаль Касанова, Магдалена Малина, Лев Джексон, Бернар Верле, Андерс Даниэльсен Лье, Патрисия Мазюи | биографическая драма                                      |       |
| С Е Н Т Я Б Р Ь | 28       | Крым                                             | «Пиманов и партнёры», Парадиз                                                                                                   | Алексей Пиманов | Роман Курцын, Евгенья Лапова, Павел Трубинер, Борис Щербаков | драма, боевик                                             |       |
| С Е Н Т Я Б Р Ь | 28       | Наёмник                                          | CBS Films, Lionsgate | Майкл Куэста | Дилан О'Брайен, Майкл Китон, Сэна Латан, Шива Негар, Тейлор Китч | боевик, триллер                                           |       |
| С Е Н Т Я Б Р Ь | 28       | Любовь в городе ангелов                          | Большое кино | Сарик Андреасян | Наталья Рудова, Микаэл Арамян, Андрей Свиридов, Леонид Леви, Константин Лавиш                                                                                                 | драма                                                     |       |
| С Е Н Т Я Б Р Ь | 28       | Ёжик Бобби: Колючие приключения                  | | | |                                                           |       |

### Октябрь—декабрь
| Премьера      | Премьера | Название                                         | Студия | Режиссёр                                                                                  | В ролях | Жанр                                                              | Прим.  |
| ------------- | -------- | ------------------------------------------------ | --- | ----------------------------------------------------------------------------------------- | --- | ----------------------------------------------------------------- | ------ |
| О К Т Я Б Р Ь | 5        | Бегущий по лезвию 2049                           | Warner Bros. (Северная Америка) Columbia Pictures (мир)                                                                                          | Дени Вильнёв                                                                              | Райан Гослинг, Харрисон Форд, Джаред Лето, Робин Райт, Ана де Армас, Маккензи Дэвис | научно-фантастический                                             | [ 9 ]  |
| О К Т Я Б Р Ь | 5        | Между нами горы                                  | 20th Century Fox / Chernin Entertainment | Хани Абу-Ассад                                                                            | Идрис Эльба, Кейт Уинслет, Бо Бриджес | драма, приключения, триллер                                       |        |
| О К Т Я Б Р Ь | 5        | Борг/Макинрой                                    | Nordisk Film / SF Studios | Янус Мец Педерсен                                                                         | Сверрир Гуднасон, Шайа Лабаф, Стеллан Скарсгард | биографический, драма, спорт                                      |        |
| О К Т Я Б Р Ь | 5        | Безбашенные                                      | |                                                                                           | |                                                                   |        |
| О К Т Я Б Р Ь | 5        | Жизнь впереди                                    | Главкино, КАРГО, НТВ | Карен Оганесян                                                                            | Светлана Ходченкова, Александр Паль, Денис Шведов, Артур Смольянинов, Павел Прилучный, Егор Корешков, Ольга Медынич, Валерия Кожевникова, Максим Виторган, Юлия Александрова                                                                              | комедия                                                           |        |
| О К Т Я Б Р Ь | 12       | My Little Pony в кино                            | Allspark Pictures, DHX Media | Джейсон Тиссен                                                                            | Тара Стронг, Андреа Либман, Эшли Болл, Табита Сен-Жермен, Кэти Уэслак, Эмили Блант, Кристин Ченовет, Лев Шрайбер, Майкл Пенья, Сия, Тэй Диггз, Узо Адуба, Зои Салдана                                                                                     | мультфильм, комедия, музыкальный, приключения, семейный           |        |
| О К Т Я Б Р Ь | 12       | Салют-7                                          | Россия-1, СТВ | Клим Шипенко                                                                              | Владимир Вдовиченков, Павел Деревянко, Мария Миронова, Любовь Аксёнова | драма, фильм-катастрофа                                           |        |
| О К Т Я Б Р Ь | 12       | Как Витька Чеснок вёз Лёху Штыря в дом инвалидов | ВГИК-Дебют | Александр Хант                                                                            | Алексей Серебряков, Евгений Ткачук, Ольга Лапшина, Алина Насибуллина, Георгий Кудренко | криминальная драма, роуд-муви                                     |        |
| О К Т Я Б Р Ь | 12       | Сделано в Америке                                | Universal Pictures, Cross Creek Pictures, Imagine Entertainment, Quadrant Pictures, Vendian Entertainment, Kylin Pictures                        | Даг Лайман                                                                                | Том Круз | биография, триллер, комедия                                       |        |
| О К Т Я Б Р Ь | 12       | Аритмия                                          | Централ Партнершип | Борис Хлебников                                                                           | Александр Яценко, Ирина Горбачёва, Николай Шрайбер, Максим Лагашкин | драма                                                             |        |
| О К Т Я Б Р Ь | 19       | Тэд-путешественник и тайна царя Мидаса           | Paramount Pictures | Давид Алонсо, Энрике Гато                                                                 | Оскар Барберан, Мишель Дженнер, Адриана Угарте, Луис Посада | мультфильм, фэнтези, комедия, приключения                         |        |
| О К Т Я Б Р Ь | 19       | Голем                                            | Number 9 films | Хуан Карлос Медина                                                                        | Билл Найи, Оливия Кук, Амелия Крауч, Дуглас Бут | ужасы, триллер                                                    |        |
| О К Т Я Б Р Ь | 19       | Геошторм                                         | Warner Bros., Electric Entertainment, Skydance Productions                                                                                       | Дин Девлин                                                                                | Джерард Батлер, Джим Стерджесс, Энди Гарсиа | фильм-катастрофа, фантастика, боевик, драма, приключения          |        |
| О К Т Я Б Р Ь | 19       | Джунгли                                          | Babber Films, Cutting Edge Group, Screen Australia, Screen Queensland                                                                            | Грег Маклин                                                                               | Дэниэл Рэдклифф, Томас Кречман, Алекс Рассел, Яцек Коман, Пэрис Молетти | драма, приключения                                                |        |
| О К Т Я Б Р Ь | 19       | Двуличный любовник                               | Mandarin Cinema | Франсуа Озон                                                                              | Марина Вакт, Жереми Ренье, Жаклин Биссет, Мириам Буайе, Доминик Реймон | эротический триллер                                               |        |
| О К Т Я Б Р Ь | 19       | Дом призраков                                    | KNR Productions, Benetone Films | Рич Рэгсдэйл                                                                              | Скаут Тейлор-Комптон, Джеймс Хеберт | ужасы, триллер                                                    |        |
| О К Т Я Б Р Ь | 19       | Реальный Рокки                                   | Capella Film | Филипп Фалардо                                                                            | Лев Шрайбер, Элизабет Мосс, Рон Перлман, Наоми Уоттс, Джим Гэффиган, Майкл Рапапорт, Пуч Холл, Морган Спектор, Джейсон Джонс, Уильям Хилл | драма, биография, спорт                                           |        |
| О К Т Я Б Р Ь | 19       | Гангстердам                                      | Каскад фильм | Ромейн Леви                                                                               | Кев Адамс, Мэнон Азем, Коме Левин, Юбер Кунде, Мона Валравенс, Рутгер Хауэр, Алекс Хендрикс, Идо Моссери, Патрик Тимси, Маню Пайе | комедия                                                           |        |
| О К Т Я Б Р Ь | 20       | Зови меня своим именем                           | Frency Film Company, La Cinéfacture, RT Features, Water's End ProduFeatures, Sony Pictures Classic                                               | Лука Гуаданьино                                                                           | Тимоти Шаламе, Арми Хаммер, Майкл Стулбарг, Амира Казар, Эстер Гаррель, Виктуар Ду Бойс | драма, романтика                                                  |        |
| О К Т Я Б Р Ь | 26       | Последний богатырь                               | Walt Disney Pictures, Yellow, Black and White | Дмитрий Дьяченко                                                                          | Виктор Хориняк, Мила Сивацкая, Екатерина Вилкова | фэнтези, семейный                                                 |        |
| О К Т Я Б Р Ь | 26       | Матильда                                         | ТПО Рок | Алексей Учитель                                                                           | Михалина Ольшаньская, Ларс Айдингер, Данила Козловский, Луиза Вольфрам, Евгений Миронов, Ингеборга Дапкунайте | исторический, драма                                               |        |
| О К Т Я Б Р Ь | 26       | Пила 8                                           | Twisted Pictures, Lionsgate | Братья Спириги                                                                            | Мэтт Пассмор, Каллум Кит Ренни, Ханна Андерсон, Кли Беннетт | ужасы, триллер                                                    |        |
| О К Т Я Б Р Ь | 26       | Мы — монстры                                     | Ambient Entertainment GmbH, Mack Media, United Entertainment, Agir, Timeless Films, Rothkirch Cartoon Film, Sky Cinema Original Films, VideoBack | Хольгер Таппе                                                                             | Эмили Уотсон, Джейсон Айзекс, Ник Фрост, Джессика Браун-Финдли, Селия Имри, Кэтрин Тейт, Итан Раус, Ивэн Бэйли | мультфильм, ужасы, комедия, приключения, семейный                 |        |
| О К Т Я Б Р Ь | 26       | Скайлайн 2                                       | 20th Century Fox | Лайам О'Доннелл                                                                           | Фрэнк Грилло, Бояна Новакович, Джонни Уэстон, Каллэн Мулвей, Антонио Фаргас, Памелин Чай, Яян Рухьян, Джейкоб Варгас | ужасы, фантастика, боевик                                         |        |
| О К Т Я Б Р Ь | 28       | Фиксики: Большой секрет                          | Студия аэроплан | Васико Бедашвили, Андрей Колпин                                                           | Александр Пушной, Дмитрий Назаров, Лариса Брохман, Яша Васильев |                                                                   |        |
| Н О Я Б Р Ь   | 2        | Тор: Рагнарёк                                    | Marvel Studios | Тайка Вайтити                                                                             | Крис Хемсворт, Марк Руффало, Том Хиддлстон, Кейт Бланшетт, Идрис Эльба, Тесса Томпсон, Карл Урбан, Джефф Голдблюм, Энтони Хопкинс | супергеройский, боевик, приключения, фантастика, фэнтези, комедия | [ 7 ]  |
| Н О Я Б Р Ь   | 2        | Осколки                                          | Hype Film, IllCapo Films | Алиса Хазанова                                                                            | Ной Хантли, Крис Битем, Алиса Хазанова | драма, мелодрама                                                  |        |
| Н О Я Б Р Ь   | 2        | Мёртвым повезло                                  | From Outer Space Production | Вадим Валиуллин                                                                           | Дмитрий Богдан, Алексей Дербунович, Андрей Поведский, Валерий Гриньков | слэшер, криминал                                                  |        |
| Н О Я Б Р Ь   | 2        | Хармс                                            | Proline Film | Иван Болотников                                                                           | Войтек Урбаньски, Айсте Диржюте, Дариус Гумаускас, Юстина Вонщик, Артём Семакин, Андрей Феськов, Александр Баширов, Никита Кукушкин, Татьяна Шапалова, Григорий Чабанов                                                                                   | драма, биография                                                  |        |
| Н О Я Б Р Ь   | 2        | Убить за лайк                                    | Ardor Pictures, Dawn's Light, It's The Comeback Kids, New Artist Pictures                                                                        | Тайлер Макинтайр                                                                          | Брианна Хильдебранд, Александра Шипп | комедия, ужасы                                                    |        |
| Н О Я Б Р Ь   | 2        | Скрюченный домишко                               | Brilliant Films, Fred Films, Sony Pictures | Жиль Паке-Бреннер                                                                         | Макс Айронс, Гленн Клоуз, Джилиан Андерсон, Кристина Хендрикс | драма, криминал, детектив                                         |        |
| Н О Я Б Р Ь   | 9        | Убийство в «Восточном экспрессе»                 | 20th Century Fox, The Estate of Agatha Christie, Scott Free Productions                                                                          | Кеннет Брана                                                                              | Кеннет Брана, Мишель Пфайффер, Дейзи Ридли, Джуди Денч, Пенелопа Крус, Уиллем Дефо, Джонни Депп, Джош Гэд, Дерек Джекоби, Лесли Одом-мл. | драма, детектив                                                   |        |
| Н О Я Б Р Ь   | 9        | Дело храбрых                                     | Black Label Media, Di Bonaventura Pictures, Condé Nast Entertainment, Columbia Pictures                                                          | Джозеф Косински                                                                           | Джош Бролин, Майлз Теллер, Джефф Бриджес, Джеймс Бэдж Дейл, Тейлор Китч, Дженнифер Коннелли | драма, биография                                                  |        |
| Н О Я Б Р Ь   | 9        | Ван Гог. С любовью, Винсент                      | BreakThu Films, Trademark Films | Хью Уэлшман, Дорота Кобела                                                                | Дуглас Бут, Сирша Ронан, Эйдан Тернер | драма                                                             |        |
| Н О Я Б Р Ь   | 9        | Рок                                              | ВГИК | Иван Шахназаров                                                                           | Дмитрий Чеботарёв, Кирилл Фролов, Иван Ивашкин, Виталий Кищенко, Никита Тарасов, Евгений Стычкин, Полина Северная | драма, приключения                                                |        |
| Н О Я Б Р Ь   | 9        | Афера доктора Нока                               | Capella Film | Лоррэйн Вэйн                                                                              | Омар Си, Ана Жирардо | трагикомедия                                                      |        |
| Н О Я Б Р Ь   | 16       | Лига Справедливости                              | Warner Bros. / DC Entertainment | Зак Снайдер                                                                               | Генри Кавилл, Бен Аффлек, Галь Гадот, Эзра Миллер, Джейсон Момоа, Рэй Фишер, Дэн Амбойер, Эми Адамс, Джесси Айзенберг, Джереми Айронс | супергеройский, боевик, фантастика, приключения, драма            |        |
| Н О Я Б Р Ь   | 16       | Джиперс Криперс 3                                | Infinity Films, Myriad Pictures, Screen Media Pictures                                                                                           | Виктор Сальва                                                                             | Джина Филипс, Люк Эдвардс, Джонатан Брек, Стэн Шоу | ужасы, триллер                                                    |        |
| Н О Я Б Р Ь   | 16       | Субурбикон                                       | Paramount Pictures, Smoke House Pictures, Silver Pictures Black Bear Pictures                                                                    | Джордж Клуни                                                                              | Мэтт Деймон, Джулианна Мур | комедия, криминальный, детектив                                   |        |
| Н О Я Б Р Ь   | 16       | Мифы                                             | Art Pictures Studio, Hype Film | Александр Молочников                                                                      | Сергей Безруков, Паулина Андреева, Иван Ургант, Фёдор Бондарчук, Милош Бикович, Виктория Исакова, Ксения Раппорт, Ирина Розанова, Яннис Пападопулос, Игорь Верник                                                                                         | комедия                                                           |        |
| Н О Я Б Р Ь   | 16       | Молодой Годар                                    | France 3 Cinéma, Les Compagnons du CinГ©ma, Région Ile-de-France                                                                                 | Мишель Хазанавичус                                                                        | Стэйси Мартин, Беренис Бежо, Луи Гаррель, Жан-Пьер Моки, Миша Лекот, Грегори Гадебуа, Марк Брун, Лола Ингрид Ли Роч, Таня Лопер | драма, мелодрама, биография                                       |        |
| Н О Я Б Р Ь   | 16       | Чудо                                             | Lionsgate, Mandeville Films, Participant Media, Walden Media, TIK Films                                                                          | Стивен Чбоски                                                                             | Джейкоб Трамбле, Джулия Робертс, Оуэн Уилсон, Ноа Джуп, Изабела Видович | драма                                                             |        |
| Н О Я Б Р Ь   | 22       | Обмен                                            | Фонд кино | Роман Качанов                                                                             | Александр Ильин мл., Ольга Арнтгольц, Михаил Владимиров, Валерия Шкирандо | комедия, панк                                                     |        |
| Н О Я Б Р Ь   | 23       | Тайна Коко                                       | Walt Disney Pictures / Pixar | Ли Анкрич                                                                                 | Энтони Гонзалез, Гаэль Гарсиа Берналь, Бенджамин Брэтт, Рени Виктор, Ана Офелиа Мургуйя | мюзикл, фэнтези, комедия, детектив, приключения, семейный         | [ 10 ] |
| Н О Я Б Р Ь   | 23       | Олаф и холодное приключение                      | Walt Disney Animation Studios / Walt Disney Pictures                                                                                             | Кевин Дитерс, Стиви Вермерс                                                               | Джош Гэд, Кристен Белл, Идина Мензел, Джонатан Грофф | короткометражка, мюзикл, фэнтези, комедия, приключения, семейный  |        |
| Н О Я Б Р Ь   | 23       | Снеговик                                         | Another Park Film, Universal Pictures, Working Title Films                                                                                       | Томас Альфредсон                                                                          | Майкл Фассбендер, Ребекка Фергюсон, Хлоя Севиньи, Вэл Килмер, Дж. К. Симмонс, Шарлотта Генсбур, Тоби Джонс, Джейми Клейтон, Джеймс Д’Арси, София Хелин, Йонас Карлссон                                                                                    | триллер                                                           |        |
| Н О Я Б Р Ь   | 23       | Здравствуй, папа, Новый год! 2                   | Gary Sanchez Productions, Paramount Pictures | Шон Андерс                                                                                | Уилл Феррелл, Марк Уолберг, Линда Карделлини, Мел Гибсон, Джон Литгоу, Джон Сина | комедия                                                           |        |
| Н О Я Б Р Ь   | 23       | Детки напрокат                                   | Киностудия имени М. Горького | Таисия Игуменцева                                                                         | Равшана Куркова, Артём Ткаченко, Диана Антосяк, Эрик Холявко-Гришин, Алла Михеева, Роман Курцын, Владимир Епифанцев, Ян Цапник, Владимир Маркони, Ольга Тумайкина                                                                                         | комедия, семейный                                                 |        |
| Н О Я Б Р Ь   | 23       | Софичка                                          | Централ Партнершип | Кира Коваленко                                                                            | Лана Басария, Циала Инапшба, Сергей Томашевский, Саид Камкия, Рауль Коув | драма                                                             |        |
| Н О Я Б Р Ь   | 23       | Частное пионерское 3                             | Кинопрограмма XXI век | Александр Карпиловский                                                                    | Семён Трескунов, Егор Клинаев, Анфиса Вистингаузен, Екатерина Кузнецова, Марианна Шульц, Сергей Баталов, Владимир Зайцев, Ирина Линдт, Раиса Рязанова, Тимофей Трибунцев                                                                                  | комедия, приключения                                              |        |
| Н О Я Б Р Ь   | 23       | Коматозники                                      | Cross Creek Pictures, Further Films, Laurence Mark Productions, Columbia Pictures                                                                | Нильс Арден Оплев                                                                         | Эллен Пейдж, Диего Луна, Нина Добрев, Джеймс Нортон, Кирси Клемонс, Кифер Сазерленд | триллер                                                           |        |
| Н О Я Б Р Ь   | 23       | Кроткая                                          | Каропрокат | Сергей Лозница                                                                            | Василина Маковцева, Сергей Колесов, Дмитрий Быковский, Лия Ахеджакова, Вадим Дубовский, Сергей Фёдоров, Алиса Кравцова, Александр Замураев, Роза Хайруллина, Марина Клещёва                                                                               | драма                                                             |        |
| Н О Я Б Р Ь   | 23       | Тельма                                           | Motlys | Йоаким Триер                                                                              | Элли Харбоа, Эллен Доррит Петерсен, Хенрик Рафаелсен, Ванесса Боргли | Артхаус                                                           |        |
| Н О Я Б Р Ь   | 23       | Странник                                         | Творческое Объединение "CineFOG" | Иван Качалин, Денис Колонтай, Дмитрий Глазовский                                          | Иван Качалин, Денис Колонтай, Иван Степанов, Максим Дурманов, Виктор Буланкин, Дмитрий Витер, Дмитрий Глазовский, Михаил Смирнов, Маргарита Куклина | драма, арт-хаус                                                   |        |
| Н О Я Б Р Ь   | 23       | Прощай, Кристофер Робин                          | DJ Films, Gasworks Media, Fox Searchlight Pictures                                                                                               | Саймон Кёртис                                                                             | Донал Глисон, Марго Робби, Келли Макдональд | биографическая драма                                              |        |
| Н О Я Б Р Ь   | 30       | Легенда о Коловрате                              | Централ партнершип | Джаник Файзиев                                                                            | Илья Малаков, Александр Цой | история, военный фильм, биография, фэнтези                        |        |
| Н О Я Б Р Ь   | 30       | Колобанга. Привет, Интернет!                     | МВК | Александр Романец, Вячеслав Марченко                                                      | Михаил Галустян, Александр Ревва, Гарик Харламов | мультфильм                                                        |        |
| Н О Я Б Р Ь   | 30       | Иностранец                                       | SR Media thefyzz, Huayi Brothers | Мартин Кэмпбелл                                                                           | Джеки Чан, Пирс Броснан | боевик, триллер                                                   |        |
| Н О Я Б Р Ь   | 30       | Атлантида                                        | Babieka, Ink Connection, KanZaman | Ксавье Жанс                                                                               | Дэвид Оукс, Аура Гарридо, Рэй Стивенсон, Джон Бенфилд, Иван Гонсалес | ужасы, фантастика, триллер, драма                                 |        |
| Н О Я Б Р Ь   | 30       | Конверт                                          | RB Productions | Владимир Марков                                                                           | Игорь Лизенгевич, Юлия Пересильд, Ольга Медынич, Игорь Хрипунов, Людмила Чиркова, Диана Енакаева | триллер, ужасы                                                    |        |
| Н О Я Б Р Ь   | 30       | Максимальный удар                                | «Czar Pictures» | Анджей Бартковяк                                                                          | Александр Невский, Дэнни Трехо, Эрик Робертс, Келли Ху | боевик                                                            |        |
| Д Е К А Б Р Ь | 7        | Битва полов                                      | Cloud Eight Films, Decibel Films | Джонатан Дэйтон, Валери Фэрис                                                             | Эмма Стоун, Стив Карелл, Элизабет Шу | драмеди                                                           |        |
| Д Е К А Б Р Ь | 7        | Счастливого дня смерти                           | Blumhouse Productions, Universal Pictures | Кристофер Бо Лэндон                                                                       | Джессика Рот, Израэль Бруссар, Руби Модин | ужасы, комедия                                                    |        |
| Д Е К А Б Р Ь | 7        | Жги!                                             | Марс Медиа Энтертеймент, Sputnik | Кирилл Плетнёв                                                                            | Инга Оболдина, Виктория Исакова | драма, музыка                                                     |        |
| Д Е К А Б Р Ь | 7        | За пропастью во ржи                              | Black Lebel Media, IFC Films | Дэнни Стронг                                                                              | Николас Холт, Зои Дойч, Кевин Спейси, Сара Полсон, Люси Бойнтон, Виктор Гарбер | драма, биография                                                  |        |
| Д Е К А Б Р Ь | 7        | Очень плохие мамочки 2                           | STX Entertainment, Huayi Brothers Pictures | Джон Лукас, Скотт Мур                                                                     | Кристен Белл, Мила Кунис, Кэтрин Хан, Сьюзан Сарандон, Кристин Барански, Шерил Хайнс, Питер Галлахер, Кристина Эпплгейт | комедия                                                           |        |
| Д Е К А Б Р Ь | 7        | По ту сторону надежды                            | Oy Bufo Ab, Sputnik Oy, Zweites Deutsches Fernshen                                                                                               | Аки Каурисмяки                                                                            | Хаджи, Шерван, Куосманен, Сакари, Хюютиайнен, Яанне, Койву, Ниппе, Койвула, Илкка, Симон Хуссейн Аль-Базоон, Пакаринен, Кайя, Оутинен, Кати, Корпела, Томми, Нурмио, Туомари, Хаависто, Исмо                                                              | кинокомедия, драма                                                |        |
| Д Е К А Б Р Ь | 7        | Эспен в королевстве троллей                      | Capella Film | Миккель Бренне Сандемусе                                                                  | Вебьёрн Энгер, Эли Харбо, Аллан Хайд, Мадс Петтерсен, Элиас Холмен Соренсен, Гискен Арманд, Гард Б. Эйдсволд | приключенческий фильм                                             |        |
| Д Е К А Б Р Ь | 7        | Цепной пёс                                       | 20th Century Fox, MEGOGO Distribution | Пол Солет                                                                                 | Эдриан Броуди, Антонио Бандерас, Джон Малкович, Рори Калкин, Александра Дину, Кристиана Сеговиа, Ори Феффер, Оуэн Дэвис, Велизар Бинев, Джош Этье, Кит Д. Эванс, Джейсон Френсис, Джейсон Фентон                                                          | триллер, драма, криминал                                          |        |
| Д Е К А Б Р Ь | 7        | Гогита. Новая жизнь                              | Каро Прокат | Леван Когуашвили                                                                          | Гогита Читишвили, Мака Саникидзе, Нуну Читишвили, Гела Читишвили, Нона Гургенидзе, Гулико Садразе | документалистика                                                  |        |
| Д Е К А Б Р Ь | 7        | Четверо против банка                             | Ракета Релизинг | Вольфганг Петерсен                                                                        | Тиль Швайгер, Маттиас Швайгхёфер, Михаэль Хербиг, Ян Йозеф Лиферс, Антье Трауэ, Александра Мария Лара, Томас Хайнце, Яна Палласке, Клаудия Михельсен | комедия, криминал                                                 |        |
| Д Е К А Б Р Ь | 14       | Звёздные войны: Последние джедаи                 | Lucasfilm | Райан Джонсон                                                                             | Марк Хэмилл, Дейзи Ридли, Джон Бойега | фантастика                                                        | [ 11 ] |
| Д Е К А Б Р Ь | 14       | Виктория и Абдул                                 | BBC Films, Cross Street Films, Focus Features | Стивен Фрирз                                                                              | Джуди Денч, Али Фазал, Эдди Иззард, Тим Пиготт-Смит, Адиль Ахтар, Саймон Кэллоу, Майкл Гэмбон | драма                                                             |        |
| Д Е К А Б Р Ь | 14       | Девушка с косой                                  | 100фильм | Ольга Попова                                                                              | Александра Урсуляк, Виктор Добронравов, Фёдор Добронравов, Ирина Чериченко, Марк Богатырёв | комедия                                                           |        |
| Д Е К А Б Р Ь | 14       | Новогодний переполох                             | RSS Production | Кирилл Папакуль                                                                           | Владимир Меньшов, Константин Крюков, Ян Цапник, Анастасия Макеева, Инга Оболдина, Мария Вэй, Ренат Мухамбаев, Иван Пышненко, Екатерина Гордиенко, Эрик Тевосов                                                                                            | комедия, семейный фильм                                           |        |
| Д Е К А Б Р Ь | 14       | Полуночный человек                               | Bridge Finance Company, Midnight Productions, Scooty Woop Entertainment                                                                          | Трэвис Заривны                                                                            | Габриэль Хоф, Грэйсон Сзакакс, Эмили Хейн, Роберт Инглунд, Лин Шэй | фильм ужасов, драма                                               |        |
| Д Е К А Б Р Ь | 14       | Близкие                                          | VEGA FILM, OvalGrid | Ксения Зуева                                                                              | Елена Чекмазова, Андрей Стоянов, Надежда Иванова, Даниил Можаев, Лариса Морозова, Даниил Стеклов, Алиса Глинка, Наталья Павленкова, Наталия Меньшова, Анастасия Бакова, Ольга Лапшина                                                                     | драма                                                             |        |
| Д Е К А Б Р Ь | 21       | Фердинанд                                        | 20th Century Fox/ Blue Sky Studios | Карлус Салданья                                                                           | Джон Сина, Бобби Каннавале, Джина Родригес, Джеррод Кармайкл, Рауль Эспарса | комедия, приключения                                              | [ 12 ] |
| Д Е К А Б Р Ь | 21       | Джуманджи: Зов джунглей                          | Columbia Pictures | Джейк Кэздан                                                                              | Дуэйн Джонсон, Кевин Харт, Джек Блэк | фэнтези, приключения, семейный                                    | [ 13 ] |
| Д Е К А Б Р Ь | 21       | Ёлки новые                                       | Bazelevs, НТВ, СТС | Жора Крыжовников, Дмитрий Киселёв, Александр Карпиловский, Алексей Нужный, Александр Котт | Иван Ургант, Сергей Светлаков, Дмитрий Нагиев, Елена Яковлева, Даниил Вахрушев, Юлия Александрова, Геннадий Турантаев, Антон Богданов, Валентина Мазунина, Анфиса Чёрных, Сергей Пускепалис, Даниил Муравьёв-Изотов, Екатерина Климова, Андрей Бурковский | комедия, драма                                                    |        |
| Д Е К А Б Р Ь | 21       | Отступник                                        | Dremscape, Tea Shop & Film Company, Worldwide Entertainment Group                                                                                | Людвиг Шаммасян, Пол Шаммасян                                                             | Джанет Монтгомери, Орландо Блум, Чарли Крид-Майлз, Энн Рейд, Джош Майерс, Дебора Рок, Джеймс Смилли, Алекс Фернс, Наташа Нил, Джо Уитли | драма                                                             |        |
| Д Е К А Б Р Ь | 21       | Новизна                                          | Cinema Prestige | Дрейк Доримус                                                                             | Николас Холт, Лайа Коста, Дэнни Хьюстон, Кортни Истон, Мэттью Грей Гублер, Пом Клементьефф, Дэвид Селби, Аманда Серра, Джессика Хенвик, Альберт Хэммонд мл.                                                                                               | драма, мелодрама                                                  |        |
| Д Е К А Б Р Ь | 21       | Вечеринка                                        | Adventure Pictures, Oxwich Media | Салли Поттер                                                                              | Патриша Кларксон, Бруно Ганц, Черри Джонс, Эмили Мортимер, Килиан Мёрфи, Кристин Скотт Томас, Тимоти Сполл | комедия                                                           |        |
| Д Е К А Б Р Ь | 22       | Ханс Циммер: Live in Prague                      | Emotion |                                                                                           | |                                                                   |        |
| Д Е К А Б Р Ь | 28       | Три богатыря и принцесса Египта                  | СТВ, Мельница | Константин Феоктистов                                                                     | Сергей Маковецкий, Дмитрий Высоцкий | мультфильм, семейный                                              |        |
| Д Е К А Б Р Ь | 28       | Движение вверх                                   | Централ партнершип | Антон Мегердичев                                                                          | Владимир Машков, Андрей Смоляков, Иван Колесников, Кирилл Зайцев, Сергей Гармаш, Марат Башаров, Виктория Толстоганова | спортивная драма, биография, семейный                             |        |
| Д Е К А Б Р Ь | 28       | Мой любимый динозавр                             | Кинологистика | Мэтт Драммонд                                                                             | Джордан Дюльо, Аннабель Вольф, Скотт Ирвин, Бет Чемпион, Роулэнд Холмс, Кристофер Габарди, Харрисон Саундерс, Том Руни | боевик, приключения, семейный                                     |        |
| Д Е К А Б Р Ь | 28       | Молодая женщина                                  | MEGOGO Distribution | Леонор Серай                                                                              | Летиция Дош | драма, комедия                                                    |        |

## Мультфильмы
См. Список полнометражных анимационных фильмов 2017 года

## Награды

### Премия «Золотой глобус»
74-я церемония вручения наград американской премии «Золотой глобус» состоялась 9 января 2017 года в отеле «Беверли-Хилтон», Лос-Анджелес, США. Ведущим церемонии выступил американский комик Джимми Фэллон. Почётная награда имени Сесиля Б. Де Милля за жизненные достижения в области кинематографа была вручена актрисе Мерил Стрип.
- Лучший фильм (драма): «Лунный свет»
- Лучший фильм (комедия или мюзикл): «Ла-Ла Ленд»
- Лучший режиссёр: Дэмьен Шазелл — «Ла-Ла Ленд»
- Лучшая мужская роль (драма): Кейси Аффлек — «Манчестер у моря»
- Лучшая женская роль (драма): Изабель Юппер — «Она»
- Лучшая мужская роль (комедия или мюзикл): Райан Гослинг — «Ла-Ла Ленд»
- Лучшая женская роль (комедия или мюзикл): Эмма Стоун — «Ла-Ла Ленд»
- Лучшая мужская роль второго плана: Аарон Тейлор-Джонсон — «Под покровом ночи»
- Лучшая женская роль второго плана: Виола Дэвис — «Ограды»
- Лучший сценарий: Дэмьен Шазелл — «Ла-Ла Ленд»
- Лучший анимационный фильм: «Зверополис»
- Лучший фильм на иностранном языке:  «Она»

### Премия «Белый слон»
19-я церемония кинопремии Гильдии киноведов и кинокритиков России «Белый слон» прошла 13 января в Доме кино в Москве.
- Лучший фильм: «Рай»
- Лучшая режиссёрская работа: Анрей Кончаловский — «Рай»
- Лучший мужская роль: Тимофей Трибунцев — «Монах и бес»
- Лучшая женская роль: Наталья Павленкова — «Зоология»
- Лучший мужская роль второго плана: Борис Каморзин — «Монах и бес»
- Лучшая женская роль второго плана: Светлана Брагарник — «Ученик»
- Лучший документальный фильм: «Слишком свободный человек»
- Лучший сценарий: Юрий Арабов — «Монах и бес»
- Лучшая операторская работа: Александр Симонов — «Рай»
- Приз молодых кинокритиков «Голос» — «Ученик»

### Премия «Золотой орёл»
15-я церемония вручения наград премии «Золотой орёл» состоялась 27 января 2017 года в первом павильоне киноконцерна «Мосфильм».
- Лучший игровой фильм: «Рай»
- Лучший неигровой фильм: «Кровавые бивни»
- Лучший анимационный фильм: «Кот и мышь»
- Лучшая режиссёрская работа: Андрей Кончаловский за работу над фильмом «Рай»
- Лучший сценарий: Юрий Арабов за сценарий к фильму «Монах и бес»
- Лучшая мужская роль: Иван Янковский за роль в фильме «Дама Пик»
- Лучшая женская роль: Юлия Высоцкая за роль в фильме «Рай»
- Лучшая мужская роль второго плана: Сергей Шакуров за роль в фильме «Экипаж»
- Лучшая женская роль второго плана: Елена Яковлева за роль в фильме «Самый лучший день»
- Лучший зарубежный фильм в российском прокате:  «Выживший»

### Кинофестиваль «Сандэнс»
Кинофестиваль «Сандэнс-2017» прошёл с 19 по 29 января в городе Парк-Сити, штат Юта, США, с показами в городах Солт-Лейк-Сити, Огден и на курорте Сандэнс штата Юта.
- Лучший американский художественный фильм: «В этом мире я больше не чувствую себя как дома»
- Лучший зарубежный художественный фильм: , , «Происшествие в „Хилтоне“ на Ниле»
- Лучший американский документальный фильм: «Дина»
- Лучший зарубежный документальный фильм: «Последние люди в Алеппо»

### Премия Гильдии киноактёров США
23-я церемония вручения премии Гильдии киноактёров США за заслуги в области кинематографа и телевидения за 2016 год состоялась 29 января 2017 года в Лос-Анджелесе.
- Лучшая мужская роль: Дензел Вашингтон — «Ограды»
- Лучшая женская роль: Эмма Стоун — «Ла-Ла Ленд»
- Лучшая мужская роль второго плана: Махершала Али — «Лунный свет»
- Лучшая женская роль второго плана: Виола Дэвис — «Ограды»
- Лучший актёрский состав: «Скрытые фигуры» (Октавия Спенсер, Тараджи П. Хенсон, Жанель Монэ, Махершала Али, Кевин Костнер, Кирстен Данст, Элдис Ходж, Джим Парсонс)
- Лучший каскадёрский состав: «По соображениям совести»

### Премия гильдия режиссёров Америки
69-я церемония вручения премий Американской гильдии режиссёров за заслуги в области кинематографа и телевидения за 2016 год состоялась 4 февраля 2017 года в Лос-Анджелесе.
- Лучший фильм: «Ла-Ла Ленд», реж. Дэмьен Шазелл
- Лучший дебютный фильм: «Лев», реж. Гарт Дэвис

### Премия BAFTA
70-я церемония вручения наград британской премии «BAFTA» состоялась 12 февраля 2017 года в концертном зале Альберт-холл в Лондоне, Великобритания.
- Лучший фильм: «Ла-Ла Ленд»
- Лучший британский фильм: «Я, Дэниел Блейк»
- Лучший фильм на иностранном языке: «Сын Саула»
- Лучший режиссёр: Дэмьен Шазелл — «Ла-Ла Ленд»
- Лучшая мужская роль: Кейси Аффлек — «Манчестер у моря»
- Лучшая женская роль: Эмма Стоун — «Ла-Ла Ленд»
- Лучшая мужская роль второго плана: Дев Патель — «Лев»
- Лучшая женская роль второго плана: Виола Дэвис — «Ограды»
- Лучший оригинальный сценарий: Кеннет Лонерган — «Манчестер у моря»
- Лучший адаптированный сценарий: Люк Дэйвис, Сару Брайерли — «Лев»
- Лучший анимационный фильм: «Кубо. Легенда о самурае»

### Берлинский кинофестиваль
67-й Берлинский международный кинофестиваль проходил с 9 по 19 февраля 2017 года в Берлине, Германия. В основной конкурс вошло 18 лент. Жюри основного конкурса возглавлял режиссёр Пол Верховен.
- Золотой медведь: «О теле и душе», реж. Ильдико Эньеди ()
- Гран-при жюри (Серебряный медведь): «Фелисите», реж. Ален Гомис (,, , , )
- Серебряный медведь за лучшую режиссёрскую работу: Аки Каурисмяки, «По ту сторону надежды» ()
- Серебряный медведь за лучшую мужскую роль: Георг Фридрих за «Белые ночи» (,)
- Серебряный медведь за лучшую женскую роль: Ким Мин-хи за «Ночью у моря одна» ()
- Серебряный медведь за лучший сценарий: Себастьян Лелио, Гонсало Маса за «Фантастическая женщина» (,, , )

### Премия «Сезар»
42-я церемония вручения наград премии «Сезар» за заслуги в области французского кинематографа за 2016 год состоялась 24 февраля 2017 года в концертном зале Плейель (Париж, Франция)
- Лучший фильм: «Она»
- Лучший фильм на иностранном языке: «Я, Дэниел Блейк»
- Лучший режиссёр: Ксавье Долан, «Это всего лишь конец света»
- Лучшая мужская роль: Гаспар Ульель — «Это всего лишь конец света»
- Лучшая женская роль: Изабель Юппер — «Она»
- Лучшая мужская роль второго плана: Джеймс Тьерре — «Шоколад»
- Лучшая женская роль второго плана: Дебора Люкюмюэна — «Божественные»
- Лучший оригинальный сценарий: Сольвейг Анспах, Жан-Люк Гаже — «Водный эффект»
- Лучший адаптированный сценарий: Селин Сьямма — «Жизнь кабачка»

### Премия «Независимый дух» (Independent Spirit Awards)
32-я церемония вручения премии «Независимый дух», ориентированной в первую очередь на американское независимое кино, за 2016 год состоялась 25 февраля 2017 года в Лос-Анджелесе.
- Лучший фильм: «Лунный свет»
- Лучший режиссёр: Барри Дженкинс, «Лунный свет»
- Лучшая мужская роль: Кейси Аффлек — «Манчестер у моря»
- Лучшая женская роль: Изабель Юппер — «Она»
- Лучшая мужская роль второго плана: Бен Фостер — «Любой ценой»
- Лучшая женская роль второго плана: Молли Шеннон — «Другие люди»
- Лучший сценарий: Барри Дженкинс, Тарелл МакКрейни — «Лунный свет»
- Лучший фильм на иностранном языке:  «Тони Эрдманн»

### Премия «Оскар»
89-я церемония вручения наград американской премии «Оскар» состоялась 26 февраля 2017 года в театре «Долби», Лос-Анджелес, США. Ведущим церемонии был телеведущий, актёр, комик Джимми Киммел.
- Лучший фильм: «Лунный свет»
- Лучший режиссёр: Дэмьен Шазелл — «Ла-Ла Ленд»
- Лучшая мужская роль: Кейси Аффлек — «Манчестер у моря»
- Лучшая женская роль: Эмма Стоун — «Ла-Ла Ленд»
- Лучшая мужская роль второго плана: Махершала Али — «Лунный свет»
- Лучшая женская роль второго плана: Виола Дэвис — «Ограды»
- Лучший оригинальный сценарий: Кеннет Лонерган — «Манчестер у моря»
- Лучший адаптированный сценарий: Барри Дженкинс, Тарелл МакКрейни — «Лунный свет»
- Лучший анимационный фильм: «Зверополис»
- Лучший фильм на иностранном языке:  «Коммивояжёр»

### Премия «Ника»
30-я церемония вручения наград премии Российской академии кинематографических искусств «Ника» состоялась 28 марта 2017 года в театре имени Моссовета.
- Лучший игровой фильм: «Рай»
- Лучший фильм стран СНГ и Балтии: «Чужой дом» (Грузия)
- Лучший неигровой фильм: «В лучах солнца»
- Лучший анимационный фильм: «Кукушка»
- Лучшая режиссёрская работа: Андрей Кончаловский за работу над фильмом «Рай»
- Лучший сценарий: Юрий Арабов за сценарий к фильму «Монах и бес»
- Лучшая мужская роль: Тимофей Трибунцев за роль в фильме «Монах и бес»
- Лучшая женская роль: Юлия Высоцкая за роль в фильме «Рай»
- Лучшая мужская роль второго плана: Борис Каморзин за роль в фильме «Монах и бес»
- Лучшая женская роль второго плана: Елена Коренева за роль в фильме «Её звали Муму» и Юлия Ауг за роль в фильме «Ученик»

### MTV Movie & TV Awards
Церемония вручения кинонаград канала MTV состоялась 7 мая 2017 года в Shrine Auditorium в Лос-Анджелесе. Ведущим стал американские актёр, комик Адам Дивайн. Награда в категории «Признание поколения» была вручена серии фильмов «Форсаж»
- Лучший фильм года: «Красавица и чудовище»
- Лучшая актёрская работа: Эмма Уотстон — «Красавица и чудовище»
- Прорыв года: Дэниэл Калуя — «Прочь»

### Каннский кинофестиваль
70-й Каннский международный кинофестиваль проходил с 17 по 28 мая 2017 года в Каннах, Франция. В основной конкурс вошли 19 картин. Жюри основного конкурса возглавил испанский режиссёр, сценарист, продюсер Педро Альмодовар.
- Золотая пальмовая ветвь: «Квадрат», реж. Рубен Эстлунд (Швеция, Франция, Дания, США)
- Гран-при: «120 ударов в минуту», реж. Робен Кампийо (Франция)
- Приз жюри: «Нелюбовь», реж. Андрей Звягинцев (Россия)
- Лучший режиссёр: София Коппола за «Роковое искушение» (США)
- Лучший сценарий: Йоргос Лантимос за «Убийство священного оленя» (США, Великобритания, Ирландия) и Линн Рэмси за «Тебя здесь никогда не было» (США, Великобритания, Франция)
- Лучшая мужская роль: Хоакин Феникс за «Тебя здесь никогда не было» (США, Великобритания, Франция)
- Лучшая женская роль: Дайан Крюгер за «На пределе» ( Германия)

### «Кинотавр»
28-й открытый российский кинофестиваль «Кинотавр-2017» проходил с 7 по 14 июня 2017 года в Сочи. Жюри возглавил актёр Евгений Миронов.
- Лучший фильм: «Аритмия», реж. Борис Хлебников
- Лучший режиссёр: Резо Гигинеишвили, «Заложники»
- Лучший дебют: «Теснота», реж. Кантемир Балагов
- Лучшая мужская роль: Александр Яценко, «Аритмия»
- Лучшая женская роль: Инга Оболдина, «Жги»
- Лучшая операторская работа: Владислав Опельянц, «Заложники»
- Лучший сценарий: Виталий Суслин, Иван Лашин «Голова. Два уха»

### Премия «Сатурн»
43-я церемония вручения наград премии «Сатурн» за заслуги в области фантастики, фэнтези и фильмов ужасов за 2016 год состоялась 28 июня 2016 года в городе Бербанк (Калифорния, США).
- Лучший научно-фантастический фильм: «Изгой-один: Звёздные войны. История»
- Лучший фильм-фэнтези: «Книга джунглей»
- Лучший фильм ужасов: «Не дыши»
- Лучший триллер: «Кловерфилд, 10»
- Лучший приключенческий фильм/экшн: «Скрытые фигуры»
- Лучшая экранизация комикса: «Доктор Стрэндж»
- Лучший полнометражный мультфильм: «В поисках Дори»
- Лучший международный фильм: «Служанка»
- Лучший независимый фильм: «Ла-Ла ленд»
- Лучший режиссёр: Гарет Эдвардс — «Изгой-один: Звёздные войны. История»
- Лучшая мужская роль: Райан Рейнольдс — «Дэдпул»
- Лучшая женская роль: Мэри Элизабет Уинстэд — «Кловерфилд, 10»
- Лучшая мужская роль второго плана: Джон Гудмен — «Кловерфилд, 10»
- Лучшая женская роль второго плана: Тильда Суинтон — «Багровый пик»
- Лучший сценарий: Эрик Хайссерер — «Прибытие»

### Московский международный кинофестиваль
39-й Московский международный кинофестиваль прошёл в Москве с 22 по 29 июня 2017 года. В основной конкурс вошли 13 картин, в том числе российские фильмы «Мешок без дна» Рустама Хамдамова, «Карп отмороженный» Владимира Котта и «Купи меня» Вадима Перельмана. Председателем жюри основного конкурса был иранский режиссёр, продюсер Реза Миркарими. Главный приз кинофестиваля, «Золотой Георгий», получил фильм «Хохлатый ибис» китайского режиссёра Лян Цяо.

### Венецианский кинофестиваль
74-й Венецианский международный кинофестиваль проходил со 30 августа по 9 сентября 2017 года в Венеции, Италия. В основной конкурс вошла 21 лента. Жюри основного конкурса возглавляла американская актриса Аннетт Бенинг.
- Золотой лев: «Форма воды», реж. Гильермо Дель Торо ( США)
- Гран-при жюри: «Фокстрот», реж. Самуэль Маоз ( Израиль)
- Серебряный лев за режиссуру: Ксавье Легран, «До опеки» ( Франция)
- Золотые Озеллы за лучший сценарий: Мартин Макдона, «Три билборда на границе Эббинга, Миссури» ( Великобритания, США)
- Специальный приз жюри: «Милая страна», реж. Уорвик Торнтон ( Австралия)
- Кубок Вольпи за лучшую мужскую роль: Камель Эль Баша за фильм «Оскорбление» ( Франция,  Ливан)
- Кубок Вольпи за лучшую женскую роль: Шарлотта Рэмплинг за фильм «Ханна» ( Италия,  Франция,  Бельгия)
- Приз Марчелло Мастрояни: Чарли Пламмер, «Положитесь на Пита» ( Великобритания)

### Премия «Резонанс»
2-я церемония вручения наград Открытой национальной кинопремии российской прессы прошла 15 сентября в Ялте в рамках церемонии открытия Ялтинского международного кинофестиваля «Евразийский мост».
- Лучший фильм: «Монах и бес»
- Лучший дебют: «Время первых»

### Кинофестиваль в Торонто
42-й ежегодный международный кинофестиваль в Торонто (Канада) проходил с 7 по 17 сентября 2017 года
- Приз зрительских симпатий (1 место): «Три билборда на границе Эббинга, Миссури», реж. Мартин МакДона ( Великобритания, США)
- Приз зрительских симпатий (2 место): «Тоня против всех», реж. Крейг Гиллеспи ( Великобритания, США)
- Приз зрительских симпатий (3 место): «Назови меня своим именем», реж. Лука Гуаданьино ( Италия,  Франция,  США)

### Премия Европейской киноакадемии
30-я церемония континентальной премии Европейской академии кино состоялась 9 декабря 2017 года в Берлине.
- Лучший европейский фильм: «Квадрат»()
- Лучший европейский режиссёр: Рубен Эстлунд — «Квадрат»()
- Лучший европейский актёр: Клас Банг — «Квадрат»()
- Лучшая европейская актриса: Александра Борбей — «О теле и душе» ()
- Лучшая европейская комедия — «Квадрат»()

### Премия «Белый слон»
20-я церемония кинопремии Гильдии киноведов и кинокритиков России «Белый слон» прошла 21 декабря в Доме кино в Москве.
- Лучший фильм: «Аритмия»
- Лучшая режиссёрская работа: Андрей Звягинцев— «Нелюбовь» и Борис Хлебников — «Аритмия»
- Лучший фильм дебют: «Теснота»
- Лучший мужская роль: Александр Яценко — «Аритмия»
- Лучшая женская роль: Ирина Горбаёва — «Аритмия» и Дарья Жовнер — «Теснота»
- Лучший мужская роль второго плана: Владимир Ильин — «Время первых»
- Лучшая женская роль второго плана: Алиса Фрейндлих — «Большой»
- Лучший документальный фильм: «Последний вальс»
- Лучший анимационный фильм: «Рыбы, пловцы, корабли»
- Лучший сценарий: Наталья Мещанинова, Борис Хлебников — «Аритмия»
- Лучшая операторская работа: Михаил Кричман — «Нелюбовь»
- Приз молодых кинокритиков «Голос» — «Теснота»